# Nunavut
Nunavut (en silabario inuktitut, ᓄᓇᕗᑦ, «nuestra tierra») es uno de los tres territorios que, junto con las diez provincias, conforman las trece entidades federales de Canadá. Su capital es Iqaluit. Está ubicado al norte del país, limitando al norte con el océano Ártico, al noreste con la bahía de Baffin que lo separa de Groenlandia, al este con el océano Atlántico y la bahía de Hudson, al sur con Manitoba, al suroeste con Saskatchewan y al oeste con los Territorios del Noroeste. Con 31 152 habitantes en 2008 es la entidad menos poblada, con 2 093 190 km², la más extensa, y con 0,01 hab/km², la menos densamente poblada.
Nunavut se separó de Territorios del Noroeste el 1 de abril de 1999, de acuerdo con las fronteras fijadas de antemano en 1993. Dichas fronteras reconocían la jurisdicción de Nunavut sobre casi todas las Islas Árticas de Canadá (Ellesmere, Baffin, Devon, Southampton y la mitad oriental de Victoria y la de Melville), así como sobre la zona costera central de Canadá sobre el océano Ártico y todas las islas de la bahía de Hudson. Cabe destacar que la isla de Devon es la isla más grande despoblada de la Tierra.
Desde 1976, se empezó a advertir un anhelo del pueblo inuit por lograr una mayor autonomía para el territorio. Tras la recomendación que hacía un informe de la Comisión Real del Canadá sobre la conveniencia de conceder mayor autonomía a los pueblos aborígenes de Canadá, esta llegó de forma efectiva a mediados de 1999.
Sus habitantes —llamados nunavutenses (Nunavummiut, singular Nunavummiuq)— están repartidos en casi una treintena de aldeas o poblaciones menores. Una de ellas es Iqaluit, la capital, situada en la isla de Baffin, anteriormente denominada Frobisher Bay.

## Historia
La región actualmente conocida como Nunavut, ha estado poblada continuamente desde hace aproximadamente 4000 años. La mayoría de los historiadores identifican la costa de la isla de Baffin con la Helluland descrita en las sagas nórdicas, así que es posible que los habitantes de la región hayan tenido algún contacto ocasional con los marineros escandinavos.

### Historia temprana
El territorio continental de Nunavut fue poblado por primera vez hace aproximadamente 4500 años por los pre-dorset, una cultura paleoesquimal diversa que emigró hacia el oeste desde la región del estrecho de Bering, cuando la región era una conexión geográfica entre Asia y América, llamada Beringia. Las pruebas sugieren que la cultura pre-dorset era estacionalmente móvil, desplazándose entre asentamientos para aprovechar los recursos.

### Cultura dorset
La cultura pre-dorset fue sucedida por la cultura dorset hace unos 2800 años. Las diferencias entre las culturas pre-dorset y dorset incluyen las relacionadas con la tecnología lítica, el arte y los estilos de construcción. La cultura dorset carecía además del arco y las flechas que utilizaba la pre-dorset. [3] Se supone que la cultura Dorset se desarrolló a partir de la cultura Pre-Dorset, pero la relación entre ambas sigue sin estar clara.
Helluland, un lugar que los exploradores nórdicos describen haber visitado en las sagas islandesas, se ha relacionado con la isla de Baffin, en Nunavut. Sin embargo, las afirmaciones sobre el contacto entre los dorset y los nórdicos siguen siendo controvertidas.

### Thule
El pueblo Thule, antepasado de los inuit modernos, comenzó a migrar a los Territorios del Noroeste y Nunavut desde Alaska en el siglo XI. En 1300, la extensión geográfica del asentamiento Thule abarcaba la mayor parte del Nunavut moderno.
Se han desarrollado varias hipótesis para explicar la migración de los thule. El modelo históricamente dominante, propuesto por Robert McGhee, sostiene que los cambios en las poblaciones de ballenas boreales provocados por el período cálido medieval llevaron a los cazadores thule hacia el oeste. Otras hipótesis relacionan la migración con la presión demográfica, las guerras, la caza excesiva y los yacimientos de hierro de Groenlandia.
La migración del pueblo Thule coincide con el declive de los Dorset, que se extinguieron entre los años 800 y 1500. Aunque es posible que los colonos Thule adoptaran la tecnología de caza y arpón de los Dorset, no hay prácticamente ninguna prueba que confirme el contacto entre ambas poblaciones.

### Exploración europea
Los relatos históricos escritos sobre Nunavut comienzan en 1576, con un relato del explorador inglés Martin Frobisher. Frobisher, mientras dirigía una expedición para encontrar el Paso del Noroeste, creyó haber descubierto mineral de oro alrededor de la masa de agua que ahora se conoce como la bahía de Frobisher, en la costa de la isla de Baffin. Aunque el mineral resultó no tener ningún valor, Frobisher estableció el primer contacto europeo registrado con los inuit. Otros exploradores en busca del escurridizo paso del Noroeste le siguieron en el siglo XVII, entre ellos Henry Hudson, William Baffin y Robert Bylot. A pesar de estas exploraciones, estos acontecimientos no tuvieron en última instancia un impacto significativo en Nunavut y sus pueblos. 

### Contacto
A partir de la década de 1820, los balleneros blancos visitaron la región y comenzaron a cazar miles de ballenas. Pronto se establecieron operaciones balleneras en las cercanías de Cumberland Sound y la isla Herschel. Los balleneros y los inuit nativos comenzaron a comerciar con bienes y suministros. Algunos inuit comenzaron a trabajar con los balleneros para cazar ballenas a cambio de diversos bienes, como té, tabaco, equipo y armas. Mientras tanto, los balleneros buscaban pieles y mano de obra. A finales del siglo XIX, los balleneros eran una presencia habitual en la región. Sin embargo, este proceso también trajo consigo problemas para los nativos, como la introducción de sustancias adictivas como el alcohol y enfermedades que causaron la muerte de muchos. 

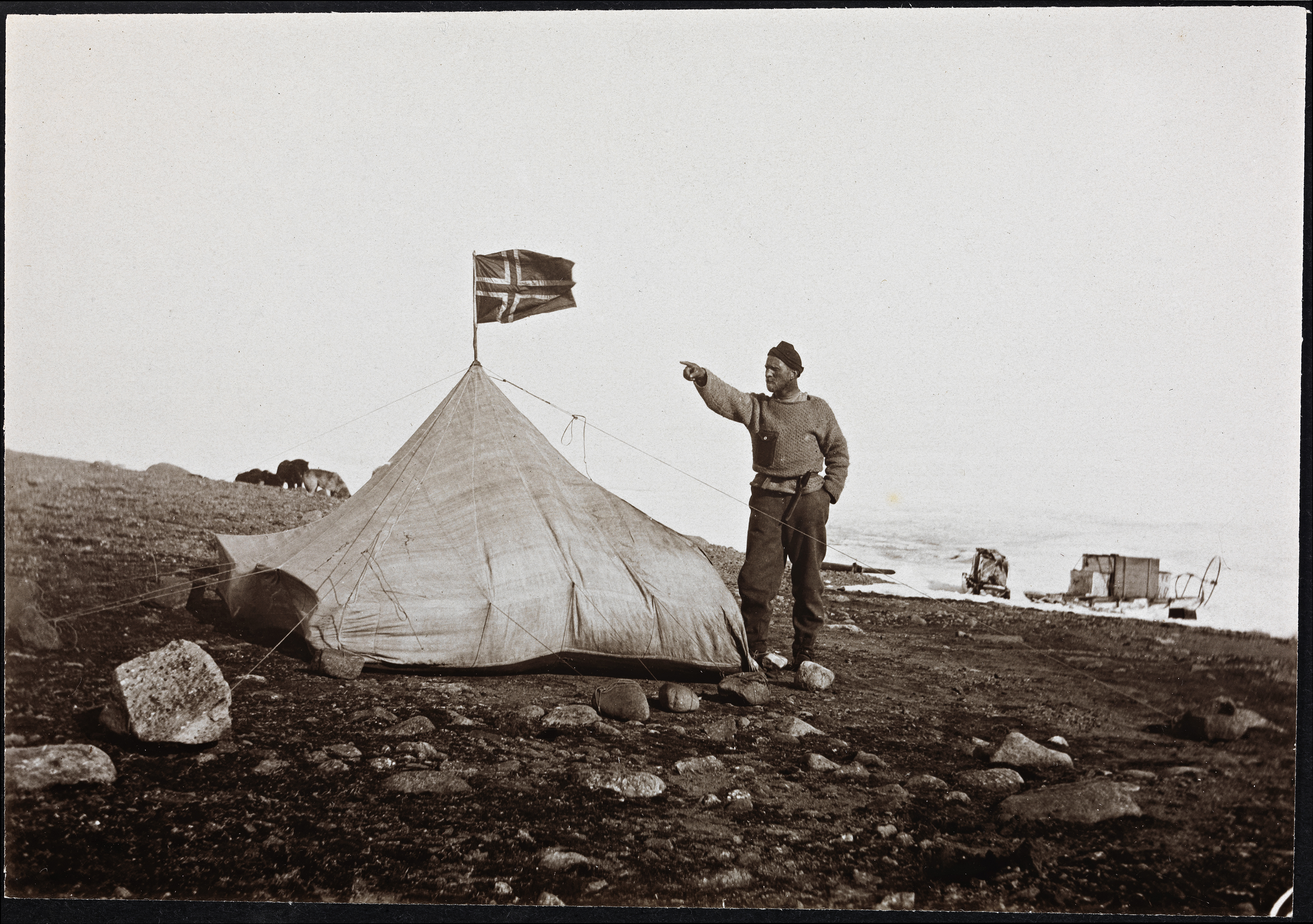
Expedición ártica noruega en Nunavut en 1899

### Principios delsigloXX
El comercio de pieles se convirtió en la principal actividad económica de Nunavut a principios del siglo XX, tras el declive de la caza de ballenas. Mientras tanto, la Compañía de la Bahía de Hudson (HBC) se estableció en la región durante este periodo y acabó actuando como intermediaria del gobierno. La administración básica y los servicios sociales se gestionaban a través de puestos comerciales propiedad de la HBC o de organizaciones religiosas dirigidas por misioneros cristianos.
El comercio de pieles acabó provocando que muchos inuit se trasladaran voluntaria o forzosamente a otros lugares y abandonaran la caza tradicional y la subsistencia en favor de la captura de animales para obtener sus pieles. A pesar de que, en teoría, el gobierno de los Territorios del Noroeste ejercía el control de la región, Nunavut se mantuvo generalmente al margen hasta después de la Segunda Guerra Mundial.
La población indígena de los Territorios del Noroeste y Nunavut, que se vio menos influenciada por el colonialismo al habitar una zona donde el contacto con la población blanca no fue permanente hasta los años 1920, recibió los efectos negativos de algunos segmentos culturales occidentales desde entonces. No obstante, los inuit han aprendido a adaptarse a las nuevas circunstancias y cuentan en las décadas recientes con el apoyo de una gran parte de la población canadiense, y parecen caminar hacia su autonomía. 

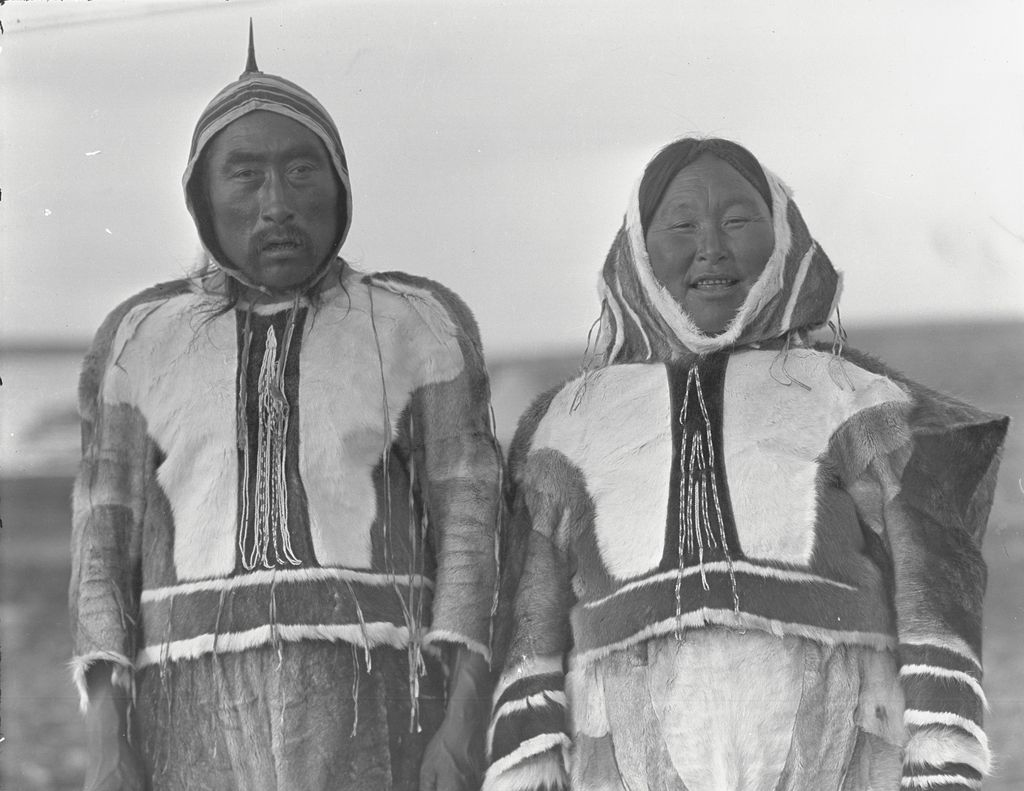
Nativos inuit en Bernard Harbour, Nunavut en 1916

El tardío contacto también parece haber jugado un papel en la supervivencia de estas minorías árticas. Conjuntamente, el modelo socioeconómico de explotación de materias primas aplicado al norte desde 1945 parece contar ahora más con el pequeño productor y no solo con los intereses de las grandes corporaciones, un modelo (el de 1945) que generaba también la dependencia esquimal sobre los recursos federales y no sobre los suyos propios.

### Desde elSigloXX
Las islas Cornwallis y Ellesmere figuran en la historia de la Guerra Fría de la década de 1950. Los esfuerzos por afirmar la soberanía en el Ártico septentrional durante la Guerra Fría, es decir, la posición geopolítica estratégica de la zona, fueron parte del motivo por el que el Gobierno federal decidió reubicar por la fuerza a los inuit del norte de Quebec a Resolute y Grise Fiord.
El primer grupo de personas fue reubicado en 1953 desde Inukjuak, Quebec (entonces conocido como Port Harrison) y desde Pond Inlet, Nunavut. Se les prometió viviendas y caza, pero los reubicados descubrieron que no había edificios y que la fauna era muy diferente a la que estaban acostumbrados.
También tuvieron que soportar semanas de oscuridad las 24 horas del día durante el invierno y luz solar las 24 horas del día durante el verano, algo que no ocurre en el norte de Quebec. Se les dijo que podrían regresar a sus hogares al cabo de un año si lo deseaban, pero esta oferta fue posteriormente retirada, ya que perjudicaría las reivindicaciones de soberanía de Canadá en la zona, y los inuit se vieron obligados a quedarse. Finalmente, los inuit aprendieron las rutas migratorias locales de las ballenas beluga y pudieron sobrevivir en la zona, cazando en un área de 18 000 kilómetros cuadrados (6900 millas cuadradas) cada año.

En 1993, el Gobierno canadiense celebró audiencias para investigar el programa de reubicación. La Comisión Real sobre los Pueblos Aborígenes publicó un informe titulado La reubicación en el Ártico: Informe sobre la reubicación de 1953-1955. El Gobierno pagó 10 millones de dólares canadienses a los supervivientes y sus familias, pero no se disculpó hasta el 18 de agosto de 2010.

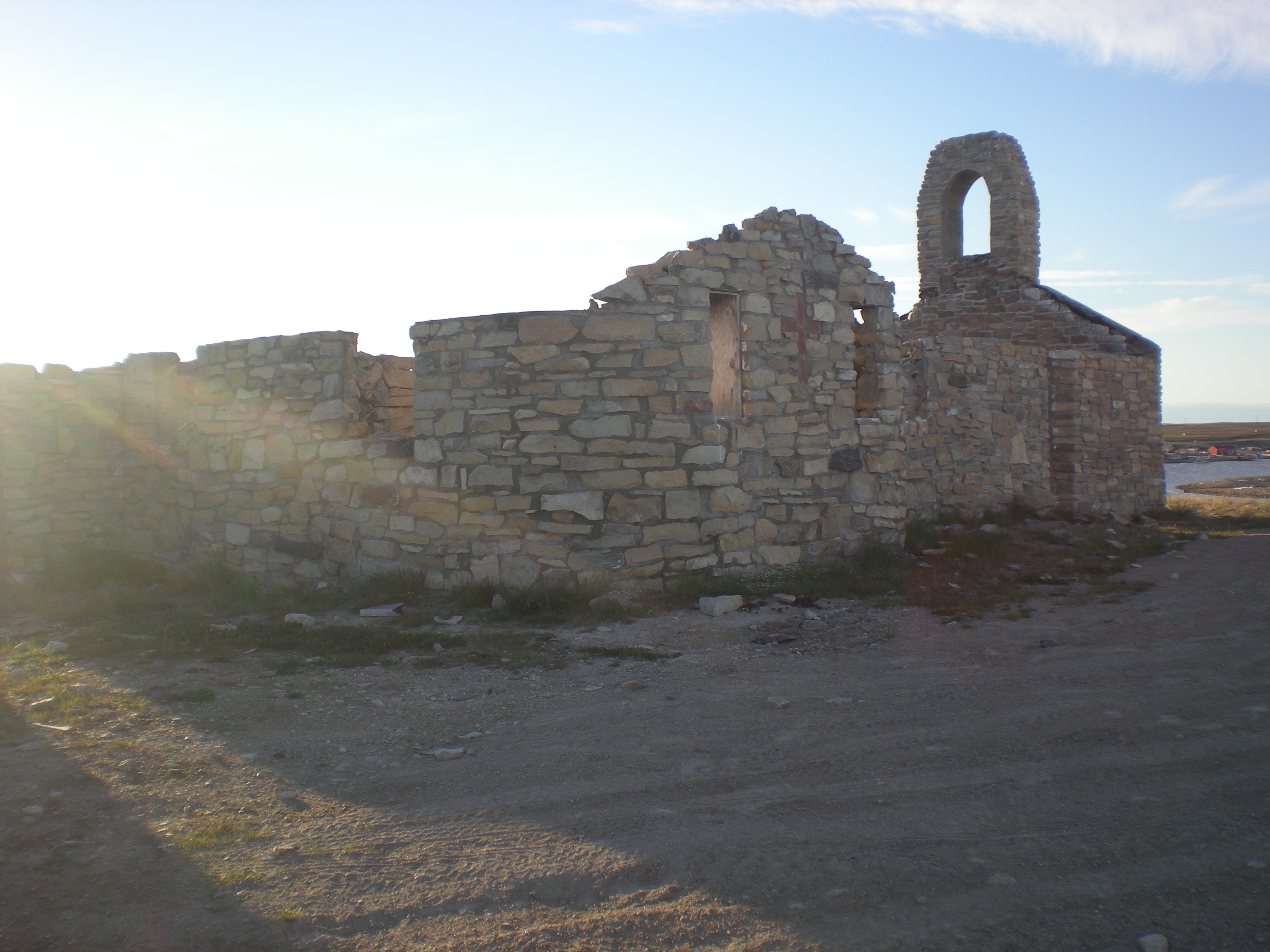
Ruinas de la Antigua Iglesia Católica de Cambridge Bay construida en 1954, fue destruida por un incendio en 2006.

Toda la historia se cuenta en el libro de Melanie McGrath titulado El largo exilio: una historia de traición y supervivencia de los inuit en el Ártico.

### Hacia la autonomía
Antes de la década de 1970, se debatió la posibilidad de dividir los Territorios del Noroeste en dos jurisdicciones separadas para reflejar mejor las características demográficas del territorio. En 1966, una comisión pública de investigación sobre el gobierno de los Territorios del Noroeste presentó un informe en el que recomendaba no dividir los Territorios del Noroeste en ese momento.

En 1976, como parte de las negociaciones sobre las reivindicaciones territoriales entre la Inuit Tapiriit Kanatami (entonces llamada Inuit Tapirisat of Canada) y el Gobierno federal, se debatió la división de los Territorios del Noroeste. El 14 de abril de 1982 se celebró un plebiscito sobre la división en todo el Territorio del Noroeste, en el que la mayoría de los residentes votaron a favor, y el Gobierno federal dio su acuerdo condicional siete meses después. El acuerdo sobre las reivindicaciones territoriales se decidió en septiembre de 1992 y fue ratificado por casi el 85 % de los votantes de Nunavut en un referéndum. El 25 de mayo de 1993 se firmó el Acuerdo sobre las reivindicaciones territoriales de Nunavut y el 10 de junio de 1993 el Parlamento canadiense aprobó la Ley del Acuerdo sobre las reivindicaciones territoriales de Nunavut y la Ley de Nunavut, completándose la transición el 1 de abril de 1999.

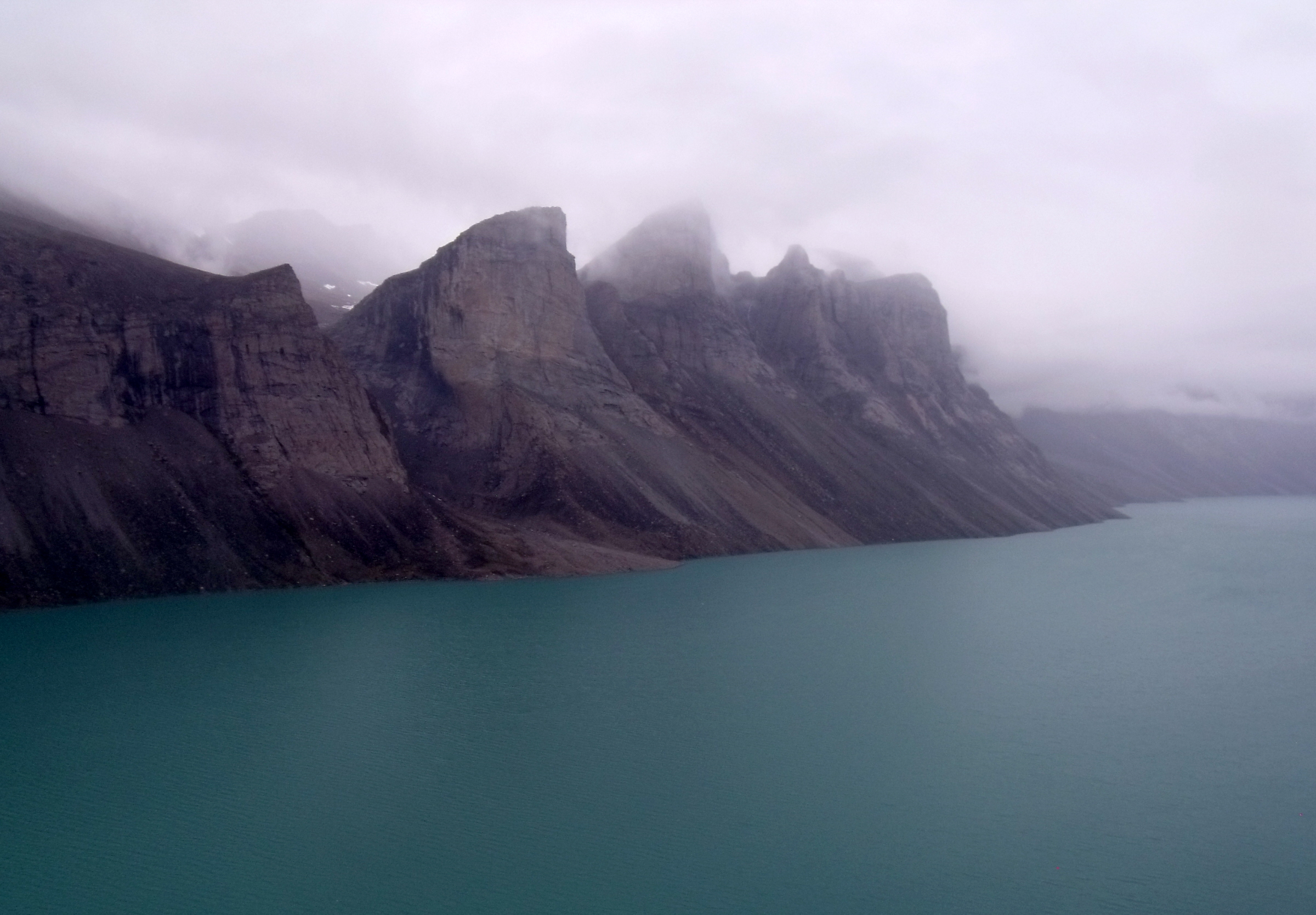
Fiordo en el Norte de la Isla de Baffin, la segunda más grande de América tras Groenlandia.

## Geografía
El territorio abarca cerca de 1,9 millones de km² de tierra y 161 000 km² de agua en el norte de Canadá, incluido parte del continente, la mayor parte del archipiélago Ártico, y de todas las islas en la bahía de Hudson, bahía James y la bahía de Ungava (incluidas las islas Belcher) que pertenecían a los Territorios del Noroeste. Esto hace que sea la cuarta entidad subnacional más grande en el mundo. Si Nunavut fuera un país, sería el número 15 en territorio. Nunavut tiene fronteras terrestres con los Territorios del Noroeste en varias islas, así como el territorio continental, una frontera con Manitoba, al sur de la península de Nunavut, y una pequeña frontera terrestre con Terranova y Labrador en la Isla Killiniq. Asimismo, comparte fronteras acuáticas con las provincias de Quebec, Ontario y Manitoba y con Groenlandia. Más del 90% del territorio está cubierto por el escudo canadiense.
El territorio de Nunavut abarca partes de norte del territorio canadiense, la mayoría de las islas árticas de Canadá y todas las islas de la bahía de Hudson, la bahía de James y la bahía de Ungava, que anteriormente pertenecían a los Territorios del Noroeste. Por lo tanto, Nunavut se extiende muy al sur con áreas territoriales más pequeñas: la isla más meridional, Stag Island, se encuentra a 51°39′01″ de latitud norte, incluso un poco más al sur que la ciudad alemana de Paderborn.

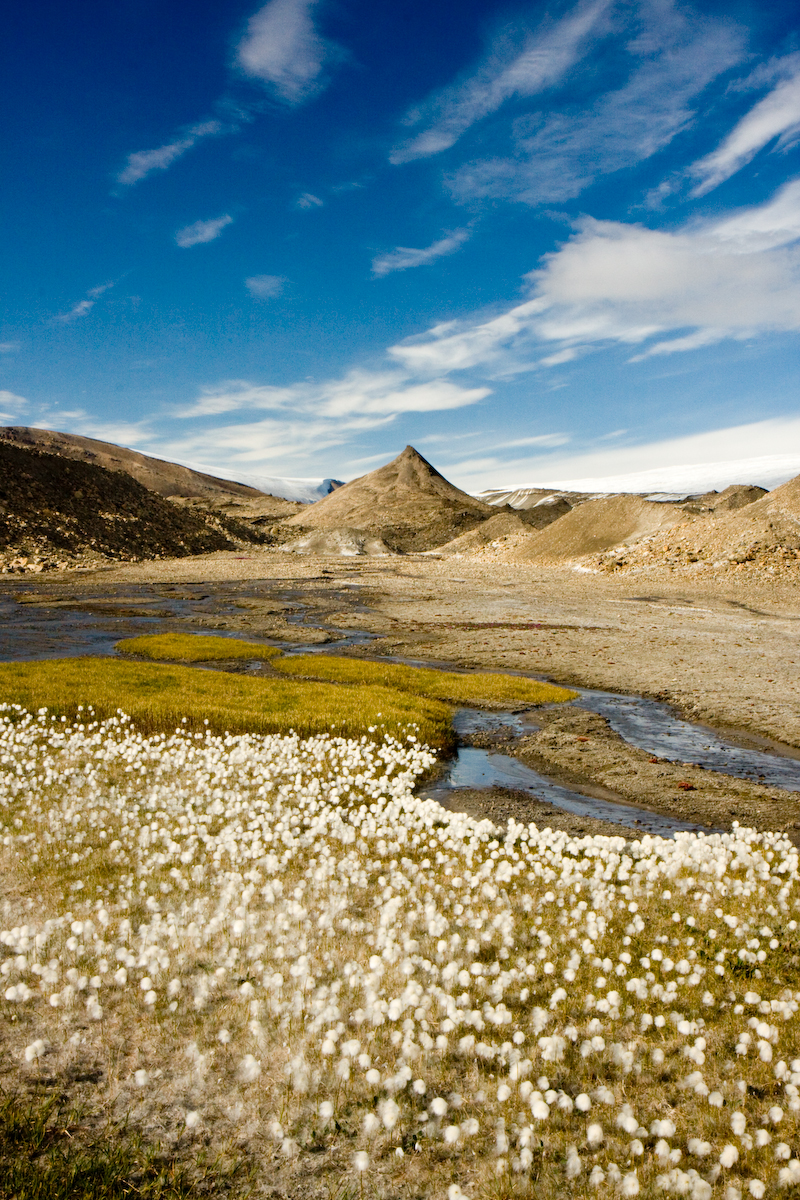
Paisaje de la Isla Ellesmere

Nunavut se extiende sobre unos dos millones de kilómetros cuadrados, lo que supone aproximadamente una quinta parte del territorio de Canadá. En tierra firme, Nunavut limita al sur con la provincia de Manitoba y al oeste con los Territorios del Noroeste. En el cuadrilátero Four Corners, el territorio también limita con la provincia de Saskatchewan. La bahía de Hudson es también zona fronteriza meridional, con las provincias de Manitoba, Ontario y Quebec. Además, existe una frontera entre Quebec y Nunavut en la isla Diana. En el noroeste, también hay una frontera entre Nunavut y los Territorios del Noroeste en las cuatro islas Victoria, Melville, King y Borden. En el sur, en la isla Killiniq, en el extremo norte de la península de Labrador, Nunavut también tiene una frontera de solo unos diez kilómetros de longitud con la provincia de Terranova y Labrador.
Al este de las islas Baffin, Devon y Ellesmere, que pertenecen a Nunavut, la frontera canadiense con Groenlandia discurre por el estrecho de Davis, la bahía de Baffin y el estrecho de Nares. En el centro del estrecho se encuentra la isla deshabitada de Hans, que desde 2022 está dividida entre Canadá y Groenlandia.
Gran parte de Nunavut está declarada parque nacional. Las expediciones de senderismo con guías locales se registran en Parks Canada. El punto más alto de Nunavut es el pico Barbeau (2616 m), situado en la isla de Ellesmere. La densidad de población es de 0,022 habitantes por km² (0,056 por milla cuadrada), una de las más bajas del mundo. En comparación, Groenlandia tiene aproximadamente la misma superficie y casi el doble de población.

### Relieve
La parte continental de Nunavut y las islas del golfo de Hudson se encuentran en el Escudo Canadiense, con una capa muy delgada de suelo sobre roca madre y numerosos afloramientos rocosos que alcanzan los mil millones de años de antigüedad. Hacia el norte, estas son sustituidas por montañas más jóvenes. En el archipiélago ártico canadiense se encuentran las cordilleras árticas, que se extienden por la frontera norte del continente desde el extremo suroeste de la isla de Prince Patrick hasta el norte de Groenlandia.

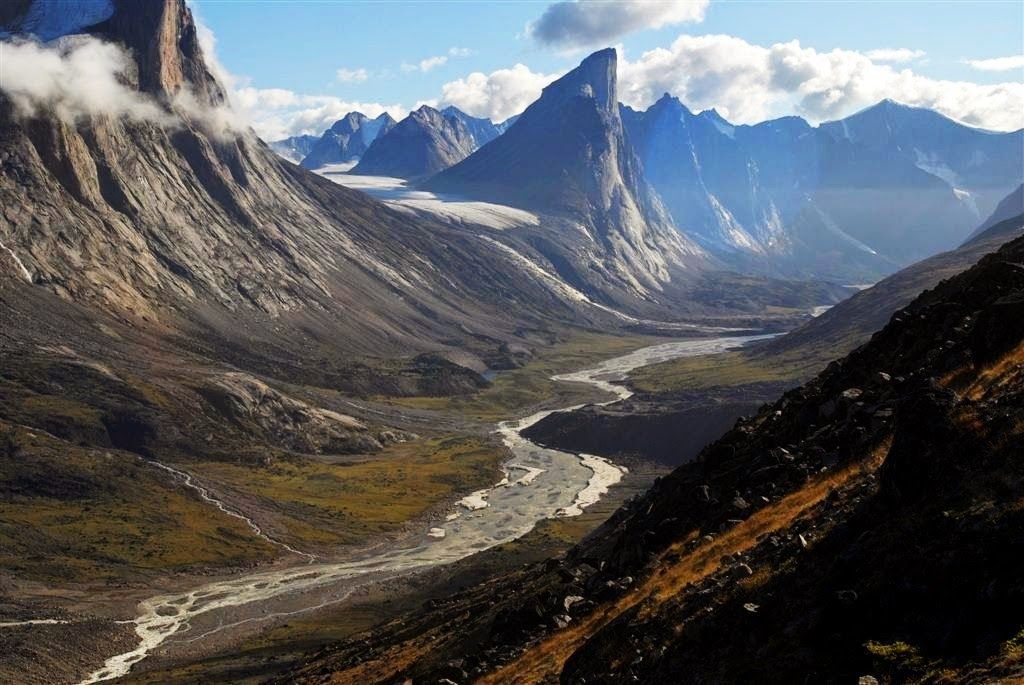
Monte Thor

Una parte importante del archipiélago canadiense, especialmente sus partes norte y este, está cubierta por glaciares con altos picos montañosos, los nunataks. El pico principal del sistema montañoso, el pico Barbo, con una altura de 2616 metros, se encuentra en el norte de la isla de Ellesmere y es el punto más alto del territorio y uno de los picos más septentrionales del mundo, así como el punto más alto de América del Norte al este de las Montañas Rocosas.
La gran cantidad de ríos y lagos se debe a la reciente formación y continua evolución de la divisoria de aguas del territorio bajo el efecto de la recuperación postglacial. Todos los ríos de Nunavut, situados en la parte continental, desembocan en la bahía de Hudson (Telon, Kazan y Dubont) o en el océano Ártico (Black y Coppermine) Los ríos a menudo se desbordan, formando lagos, el mayor de los cuales es el lago Dubont. En la isla de Baffin, los ríos fluyen principalmente hacia el oeste. Además, aquí se encuentran los lagos Nettilling, el más grande de todo Nunavut, y Amadjuak, el tercero más grande del territorio. También hay grandes lagos en la isla de Ellesmere, en particular el lago Heisen, que es el lago más grande del mundo por volumen dentro del círculo polar ártico.

### Clima

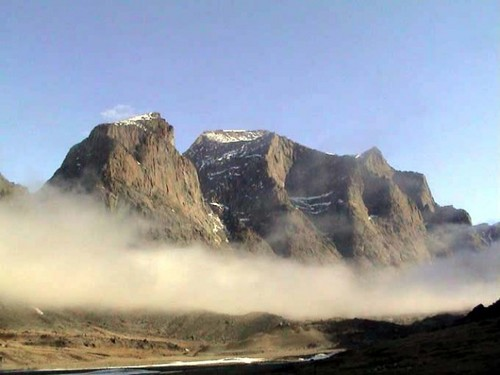
Neblina en el Monte Odín

Las precipitaciones son extremadamente escasas. En el Ártico alto, es decir, al norte del círculo polar ártico, solo caen 200 mm o menos de lluvia al año, por lo que esta región se conoce como «desierto polar». En el resto de Nunavut y los Territorios del Noroeste, apenas se superan los 400 mm, solo la zona alrededor de Iqaluit, en la isla de Baffin, alcanza los 600 mm al año. En la región de Kivalliq se registran unos 75 cm de nieve en invierno, pero en algunas partes de la isla de Baffin se alcanzan hasta 200 cm.
A pesar de las escasas precipitaciones, el territorio de Nunavut y los Territorios del Noroeste albergan alrededor del nueve por ciento de las reservas de agua dulce del planeta.
Durante la larga noche polar, en la región ártica se registran temperaturas extremadamente bajas, a menudo en torno a los −50 °C. Las temperaturas medias en enero en Nunavut y los Territorios del Noroeste son inferiores a −20 °C.
En el periodo de transición, de abril a mediados de junio, aumenta la radiación solar, pero hasta el 80 % de los rayos se reflejan en la nieve y se pierden sin convertirse en calor (efecto del albedo). Solo después del deshielo o de la evaporación del frío de la nieve aumenta la capacidad de absorción de calor del suelo; así, en el breve periodo estival, desde mediados de junio hasta agosto, las temperaturas del suelo alcanzan valores positivos. Sin embargo, las temperaturas medias en julio de +10 °C solo se superan en la parte sur de Nunavut y en los Territorios del Noroeste.

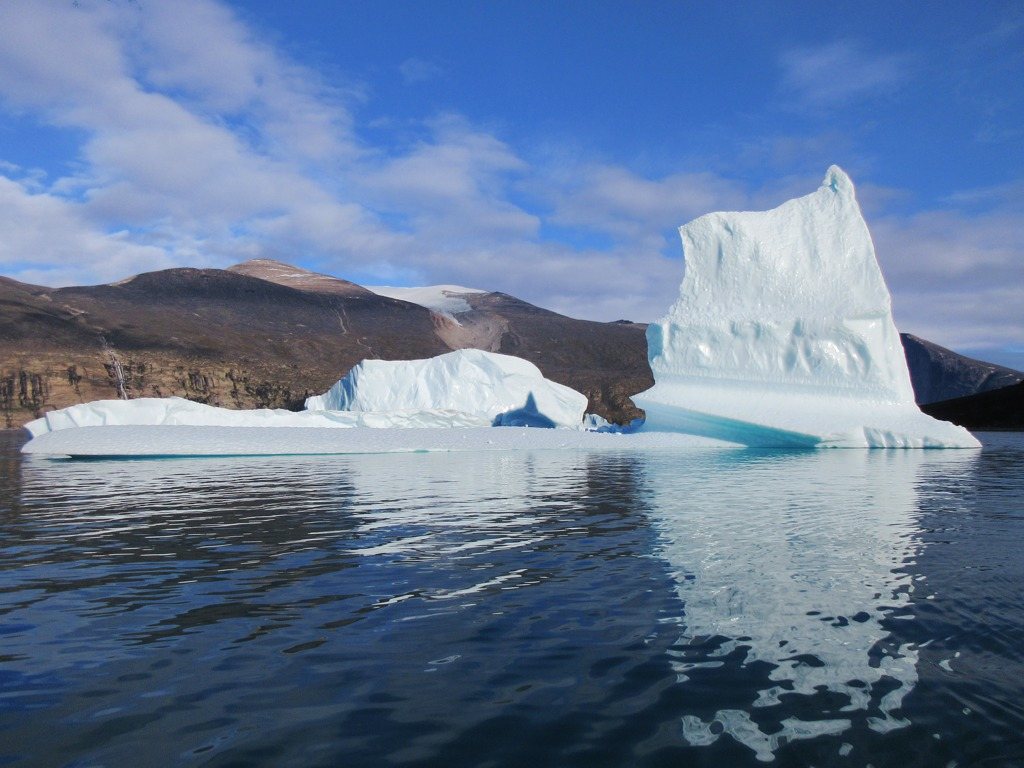
Iceberg o bloque de Hielo en la Isla Sillem

A las bajas temperaturas se suman a menudo fuertes vientos. Esto hace que el calor corporal de las personas y los animales se disipe mucho más rápidamente. Este efecto de frío causado por el viento, que es mucho más intenso que la temperatura medida, se denomina «sensación térmica»: por ejemplo, −12 °C y una velocidad del viento de 40 km/h tienen el mismo efecto que una temperatura de −34 °C y, por lo tanto, pueden provocar graves congelaciones. Por lo general, el factor de sensación térmica se determina con ayuda de tablas de valores empíricos. Durante ocho meses al año, en el Ártico predomina el aire frío procedente del mar del Norte, pero también en los demás meses hay que contar con descensos repentinos de la temperatura y vientos refrescantes adicionales.

### Geología
La estructura geológica desempeña un papel importante en Nunavut. En las islas Borden y Ellef Ringnes se ha formado una estrecha llanura costera ártica claramente separada del interior.

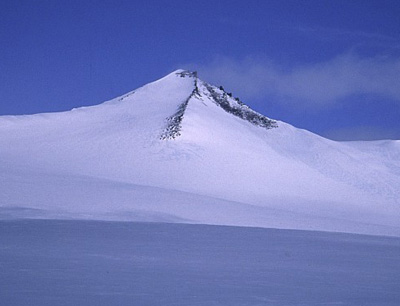
El Pico Barbeau en el Ártico Canadiense es el punto más alto de Nunavut con 2.616 m de altura

A esta llanura se une, extendiéndose hacia el sureste a través del archipiélago del norte de Canadá (especialmente la isla Victoria, la isla Príncipe de Gales, la isla Somerset y la parte noroeste de la isla Baffin), la llanura ártica, que limita al sur con el Escudo Canadiense. Esta llanura ártica está dominada por rocas sedimentarias planas del Paleozoico antiguo. Es relativamente llana y desciende desde unos 700 metros sobre el nivel del mar en el norte hasta unos 100 metros sobre el nivel del mar en el sur.
Al oeste, en la isla Victoria, las montañas Shaler, de origen volcánico, vuelven a elevarse hasta unos 700 metros. En el noreste, donde la llanura costera ya no continúa, se eleva la región montañosa de los Innuitians, que se extiende por todas las islas al norte del canal de Parry o del paso del Noroeste. Los Innuitians, formados por plegamientos en el Paleozoico y con una altura de más de 1000 metros sobre el nivel del mar, forman junto con las islas de la Reina Isabel, es decir, la isla de Ellesmere, las islas Parry y las islas Sverdrup, el extremo norte del océano Ártico. La elevación más alta es el pico Barbeau, en la parte norte de la isla de Ellesmere, con 2616 metros. Las cimas de las montañas se elevan desnudas desde los extensos campos de hielo como nunataks («puntas de tierra»).

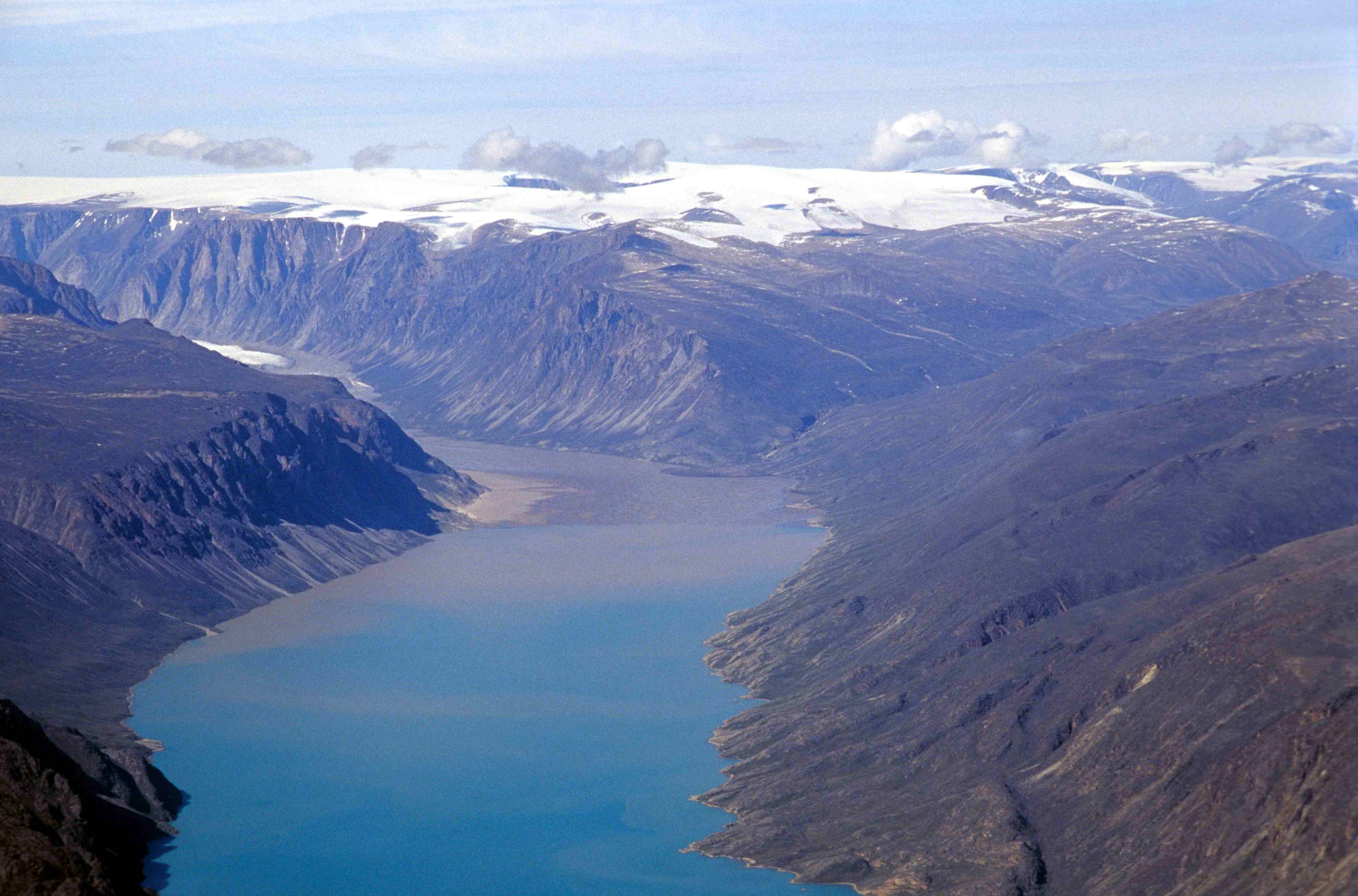
Fiordo de Pangnirtung y delta del río Owl

En términos generales, la zona situada al norte del círculo polar ártico, es decir, básicamente el archipiélago situado al norte del continente, se denomina «Ártico alto».
El paisaje ártico es geológicamente muy joven. Hace unos 20 000 años, durante el Pleistoceno, el norte de Canadá alcanzó su máximo glacial y, salvo algunas zonas de refugio libres de hielo, estaba completamente cubierto de glaciares. Con el fin de la última glaciación (alrededor del 8000 a. C.), el hielo retrocedió lentamente; por lo tanto, las regiones del norte quedaron libres de hielo en su mayor parte hace solo unos pocos milenios, y en algunos casos incluso hace solo unos siglos. Esta es, junto con las ya de por sí duras condiciones de crecimiento, la razón principal de la escasa diversidad de especies de la flora local.
Como consecuencia del alternancia entre el deshielo y la congelación de la superficie del suelo, el material rocoso suelto da lugar a patrones de congelación especiales de formas muy diversas, como por ejemplo los llamados polígonos. Otras formas se crean por la presión del agua, sobre todo montículos de tierra con núcleos de hielo; entre las formas más curiosas de este tipo se encuentran los pingos, que se encuentran en muchas islas del Ártico y cuyos montículos cónicos pueden alcanzar más de 50 metros de altura y 300 metros de diámetro.

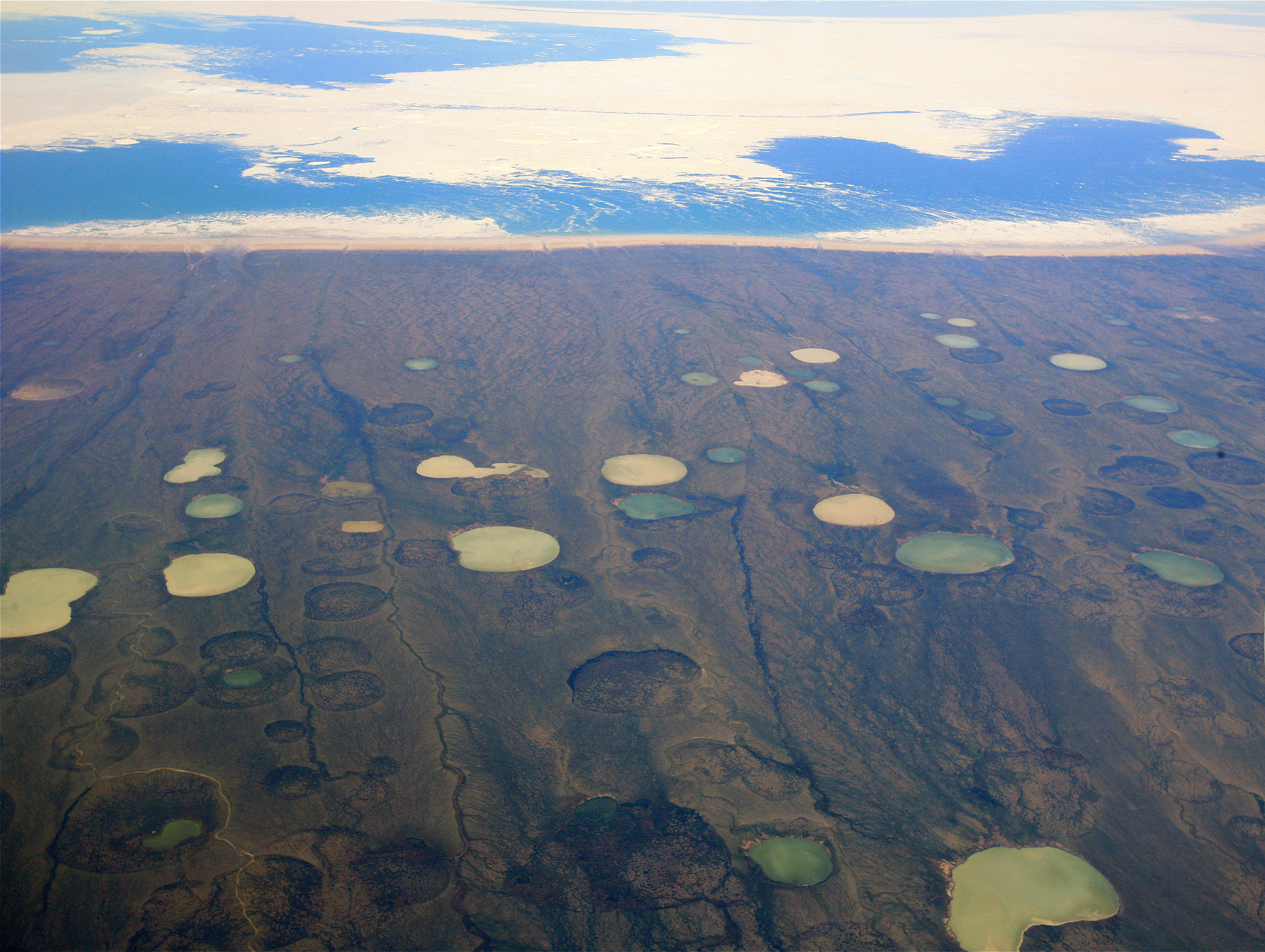
Estanques formados por el deshielo del permafrost en la bahía de Hudson, Nunavut, cerca de Groenlandia.

### Permafrost
Un factor que influye en toda la infraestructura de la región ártica es el permafrost, una de las consecuencias más notables del clima ártico. Se entiende por ello el estado de congelación permanente del suelo, «permanently frozen ground», distinguiéndose entre permafrost discontinuo (que se disuelve gradualmente) y continuo (como tercer tipo se observa también el permafrost esporádico). 
El permafrost continuo se extiende en Canadá por unos tres millones de kilómetros cuadrados, mientras que el permafrost discontinuo lo hace por algo más de un millón de kilómetros cuadrados. El permafrost tiene su origen en la última glaciación, por lo que existe desde hace más de 10 000 años. El subsuelo congelado alcanza, por ejemplo, en la isla de Melville, una profundidad de más de 500 metros.
La escasa radiación solar durante los meses de verano, debido a su tangencia, y las temperaturas invernales extremas con poca nieve hacen que el suelo solo se descongele superficialmente durante la breve fase de calentamiento estival; la profundidad de descongelación es, en muchos lugares, de 50 centímetros o un poco más. Como consecuencia, el permafrost afecta tanto a la estructura de los asentamientos humanos y su abastecimiento y eliminación de residuos como a la importante industria minera y, por último, pero no por ello menos importante, a las posibilidades de transporte.

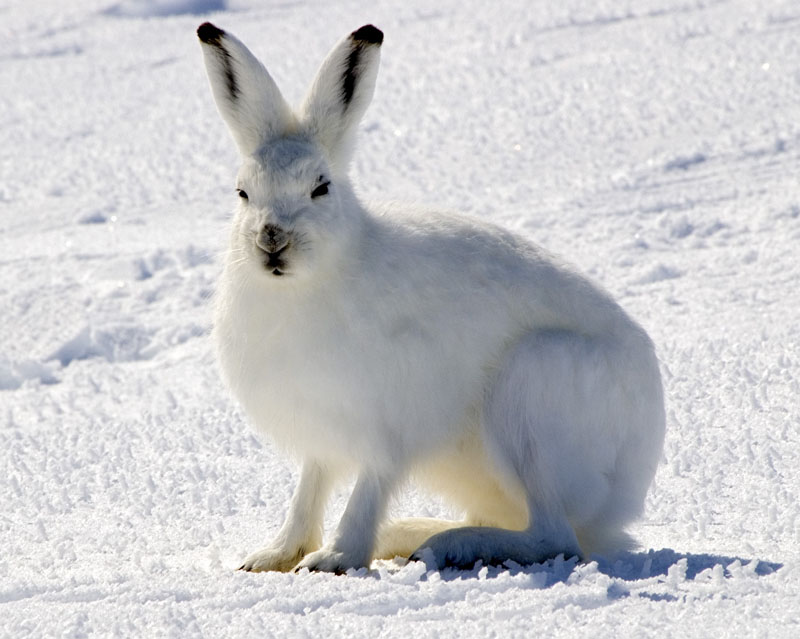
Liebre ártica Lepus arcticus, Nunavut, Canadá

Los límites meridionales del permafrost continuo y de la zona denominada clima ártico, es decir, la zona de tundra sin árboles, coinciden en gran medida. Se extienden desde el noroeste (cerca de la costa del Océano Ártico) a través de los actuales Territorios del Noroeste hacia el sureste hasta la costa sur de la bahía de Hudson y desde allí hacia el noreste hasta el Atlántico (cerca de la costa sur de la isla de Baffin). Por lo tanto, Nunavut está cubierto casi en su totalidad por tundra. Solo en el suroeste, en la frontera con los Territorios del Noroeste, hay una pequeña zona boreal (taiga).

### Fauna
Para los pueblos originarios de las zonas de tundra, la fauna desempeñaba un papel decisivo para su supervivencia. Los animales terrestres y marinos les proporcionaban alimento, ropa y materiales para fabricar sus herramientas. Sin embargo, ninguna especie animal estaba amenazada de extinción por parte de los pueblos originarios del Ártico; esta amenaza solo surgió como consecuencia de la llegada de los «qallunaat», es decir, los «blancos del sur».

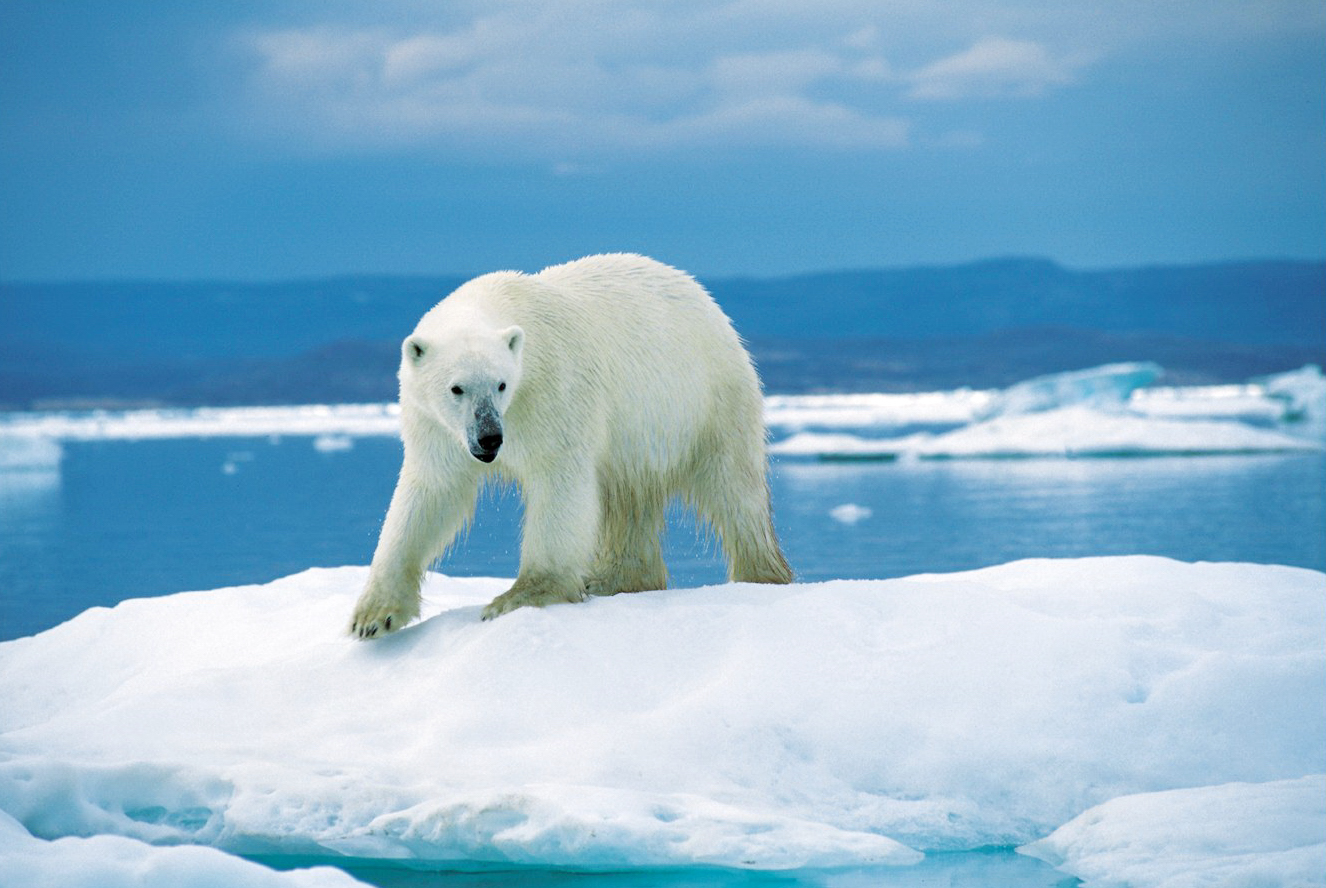
Oso polar (Ursus maritimus) sobre un témpano de hielo en la bahía de Wager, Parque Nacional Ukkusiksalik, Nunavut

Desde siempre, los caribúes y los bueyes almizcleros han sido de especial importancia para los inuit, y en parte esto sigue siendo así hoy en día. El número total de caribúes ha disminuido enormemente a lo largo del siglo XX como consecuencia de la caza intensiva, el aumento de la presencia de lobos y los crecientes incendios forestales, pero también, y no en menor medida, como consecuencia del aumento de las actividades económicas y técnicas. Si en la década de 1930 se estimaba que su número superaba los dos millones, cuarenta años más tarde apenas superaba el medio millón.
Lo mismo ocurre con los bueyes almizcleros: debido a la caza excesiva, también por parte de los inuit, estos animales estuvieron a punto de extinguirse, por lo que en 1917 se hizo inevitable prohibir su caza, prohibición que no se pudo relajar con cautela hasta 1969; se estima que la población actual es de unos 15 000 animales.
Además de los caribúes y los bueyes almizcleros, en la tundra viven osos polares, lobos árticos, glotones, zorros polares, liebres polares, lemmings y diversas especies de ardillas. Ninguno de estos animales fue elegido como símbolo territorial; la asamblea legislativa eligió como «animal de Nunavut» al husky canadiense (Canadian Inuit Dog, «perro inuit»).

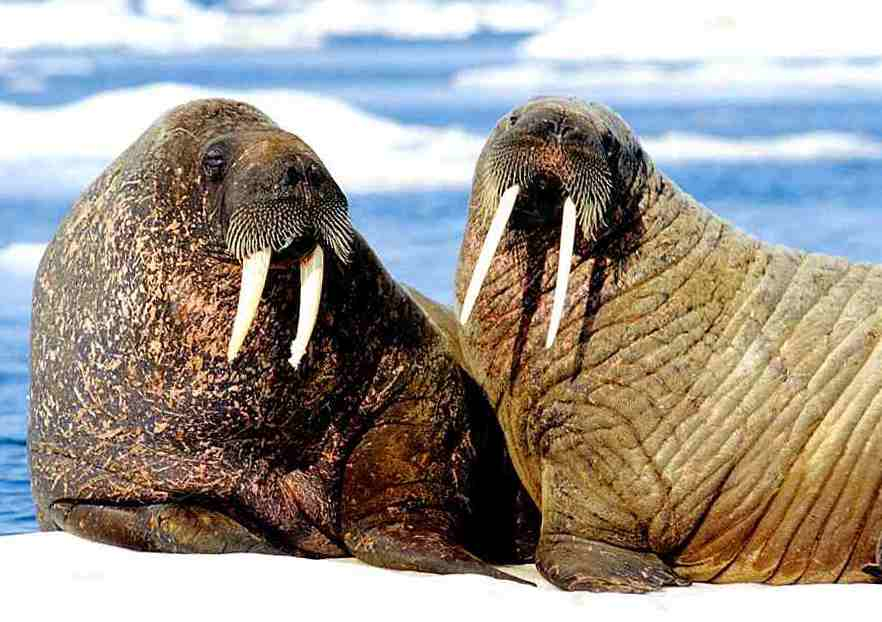
Morsa del Atlántico (Odobenus rosmarus rosmarus), cuenca de Foxe, Nunavut

A esto se suman enormes bandadas de aves, entre ellas los más raros halcones gerifaltes y halcones peregrinos; durante los meses de verano, se cree que unas 80 especies de aves anidan en el Ártico, especialmente en la isla Bylot (Parque Nacional Sirmilik).
Solo hay unas pocas especies de peces, principalmente salvelinos migratorios y salmones del Pacífico (Oncorhynchus). Sin embargo, hay una gran abundancia de peces tanto en los lagos y ríos como en las regiones costeras, donde también se pueden encontrar muchos mamíferos marinos, como ballenas (ballenas de Groenlandia, ballenas blancas, narvales) y especies de focas (focas barbudas, focas anilladas, morsas del Atlántico).

### Flora
El clima ártico, es decir, veranos de solo tres meses con temperaturas relativamente bajas e inviernos largos con frío extremo y vientos fuertes, además de una sequedad considerable y permafrost, tuvieron un efecto negativo en el desarrollo del suelo. Los suelos minerales se formaron casi exclusivamente en laderas permeables al agua, los llamados suelos pardos árticos con una capa de humus poco profunda. En las llanuras, por el contrario, se ha formado principalmente suelo de tundra poco profundo sobre un subsuelo helado, en el que se acumula la humedad en verano y contribuye a la formación de lodazales. Además, en amplias zonas aflora el subsuelo rocoso o permanece el hielo perpetuo.

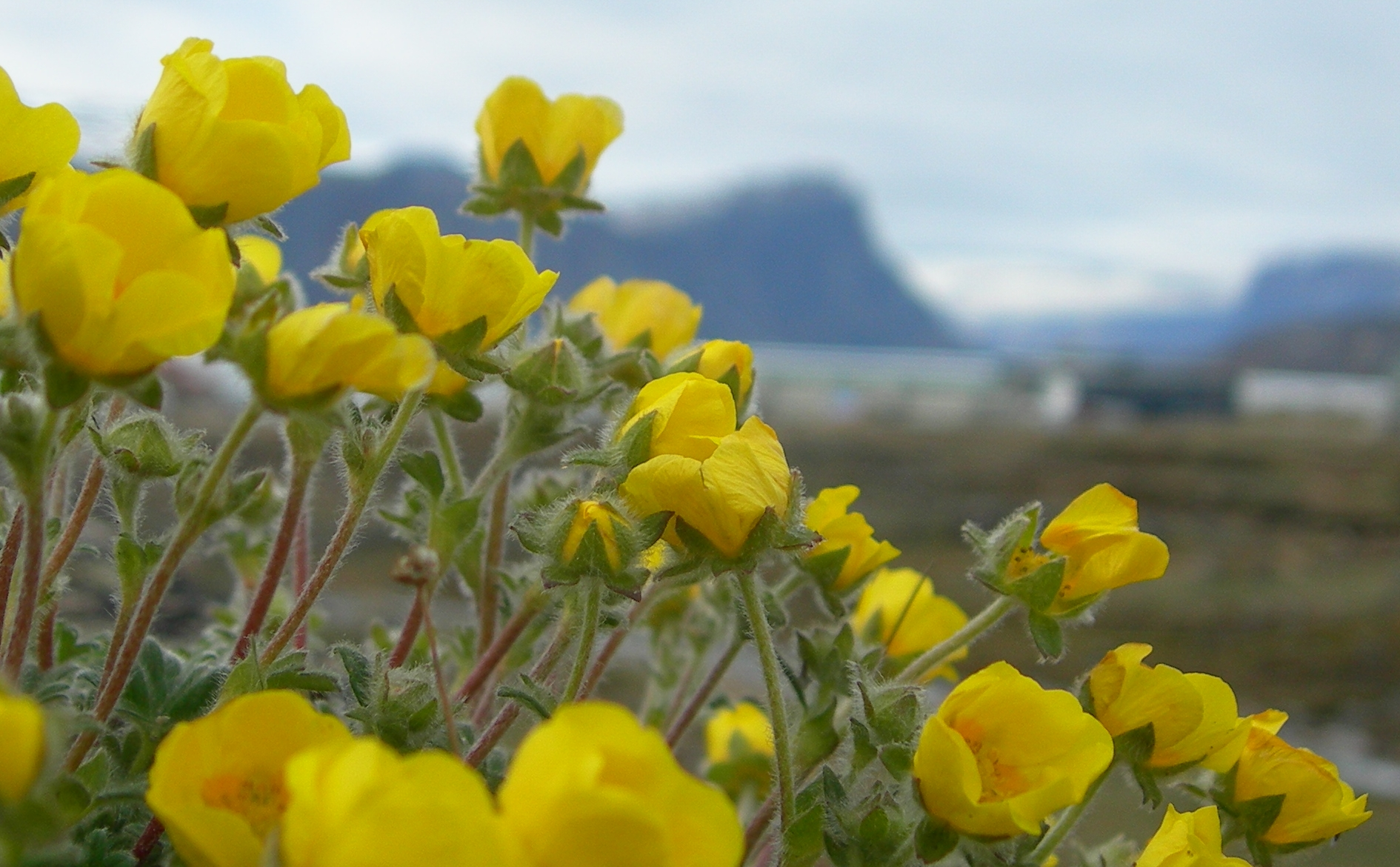
Flores en Nunavut

En tales condiciones, solo pudo desarrollarse una vegetación relativamente pobre en especies. Por ello, la región al oeste de la bahía de Hudson se conoce como «Barrenlands», tierras baldías infértiles. El frío extremo ralentiza el crecimiento y la descomposición; ciertos líquenes árticos solo aumentan su diámetro en aproximadamente medio centímetro por siglo, y las bacterias necesarias para la descomposición también tienen una actividad muy limitada en el frío seco.
La densidad y diversidad de la vegetación disminuye de sur a norte. Mientras que en el sur del continente aún se pueden encontrar comunidades vegetales con flores de colores, principalmente gramíneas, papilionáceas, saxifragáceas, sauces enanos y ericáceas, en la isla de Baffin y el resto de las islas del norte hay pocos lugares propicios para el crecimiento de plantas superiores; predominan los líquenes y los musgos. En las laderas orientadas al sur, con suelos minerales y deshielo temprano, crecen, entre otras, dientes de león, diversas saxifragas como la saxífraga opuesta (flor del territorio de Nunavut), así como astragalus, verbena, dryas white (flor de los Territorios del Noroeste) y amapola ártica.

## Política y Gobierno

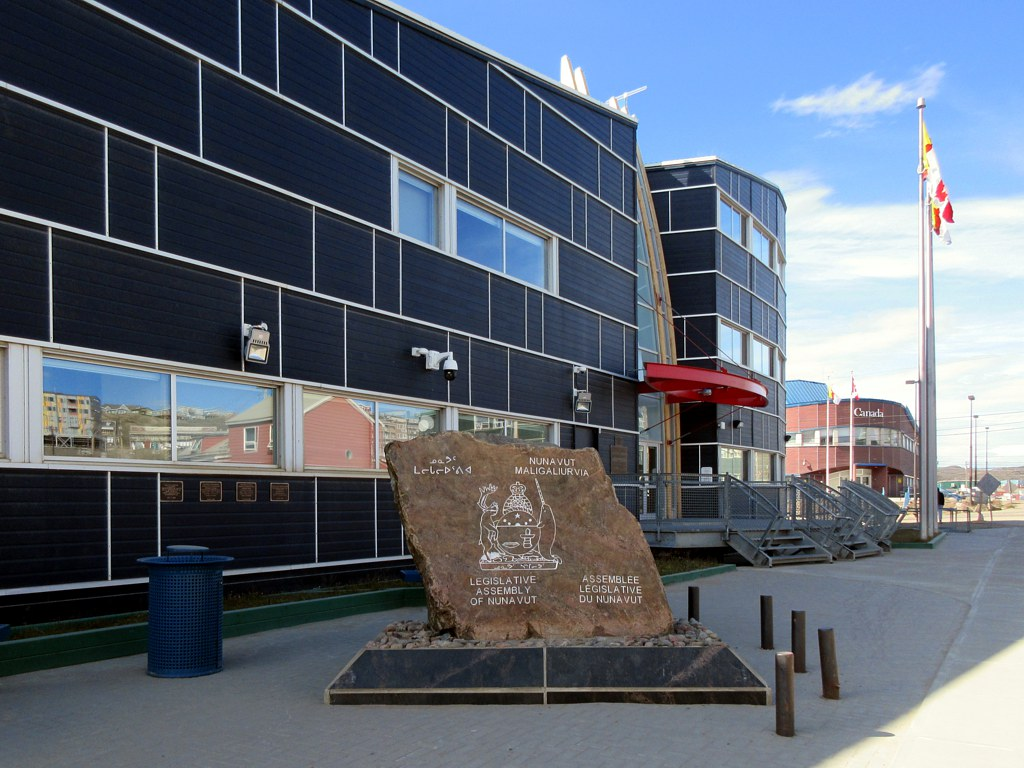
Edificio del Parlamento de Nunavut

El comisionado de Nunavut es nombrado por el Gobernador en Consejo, compuesto por el gobernador general de Canadá y el Gabinete federal. Al igual que en los demás territorios, la función del comisionado es simbólica y análoga a la de un vicegobernador. Aunque el comisionado no es un representante de la monarquía canadiense, su cargo ha adquirido una función más o menos análoga a la de representar a la Corona.
Nunavut elige a un único miembro de la Cámara de los Comunes de Canadá. Esto convierte a Nunavut en el segundo distrito electoral más grande del mundo por superficie, después de Groenlandia. Lori Idlout, del Nuevo Partido Democrático, se convirtió en diputada de Nunavut en las elecciones de 2021.
Los miembros de la Asamblea Legislativa unicameral de Nunavut son elegidos individualmente; no hay partidos y la legislatura se basa en el consenso. El jefe del Gobierno, el primer ministro de Nunavut, es elegido por y entre los miembros de la Asamblea Legislativa. El consejo ejecutivo, que incluye al primer ministro y a ocho ministros, también es elegido por la Asamblea Legislativa entre los miembros de la Asamblea. El 14 de junio de 2018, Joe Savikataaq fue elegido primer ministro, después de que su predecesor, Paul Quassa, perdiera una moción de censura El antiguo primer ministro Paul Okalik creó un consejo asesor formado por once ancianos, cuya función es ayudar a incorporar el «Inuit Qaujimajatuqangit» (cultura y conocimientos tradicionales inuit, a menudo denominado «IQ» en inglés) en las decisiones políticas y gubernamentales del territorio.
Debido a la escasa población del territorio y al hecho de que solo hay unos pocos cientos de votantes en cada distrito electoral, la posibilidad de que dos candidatos electorales terminen en empate exacto es significativamente mayor que en cualquier provincia canadiense. De hecho, esto ha ocurrido dos veces en las cinco elecciones celebradas hasta la fecha, con empates exactos en Akulliq en las elecciones generales de Nunavut de 2008 y en Rankin Inlet South en las elecciones generales de Nunavut de 2013. 

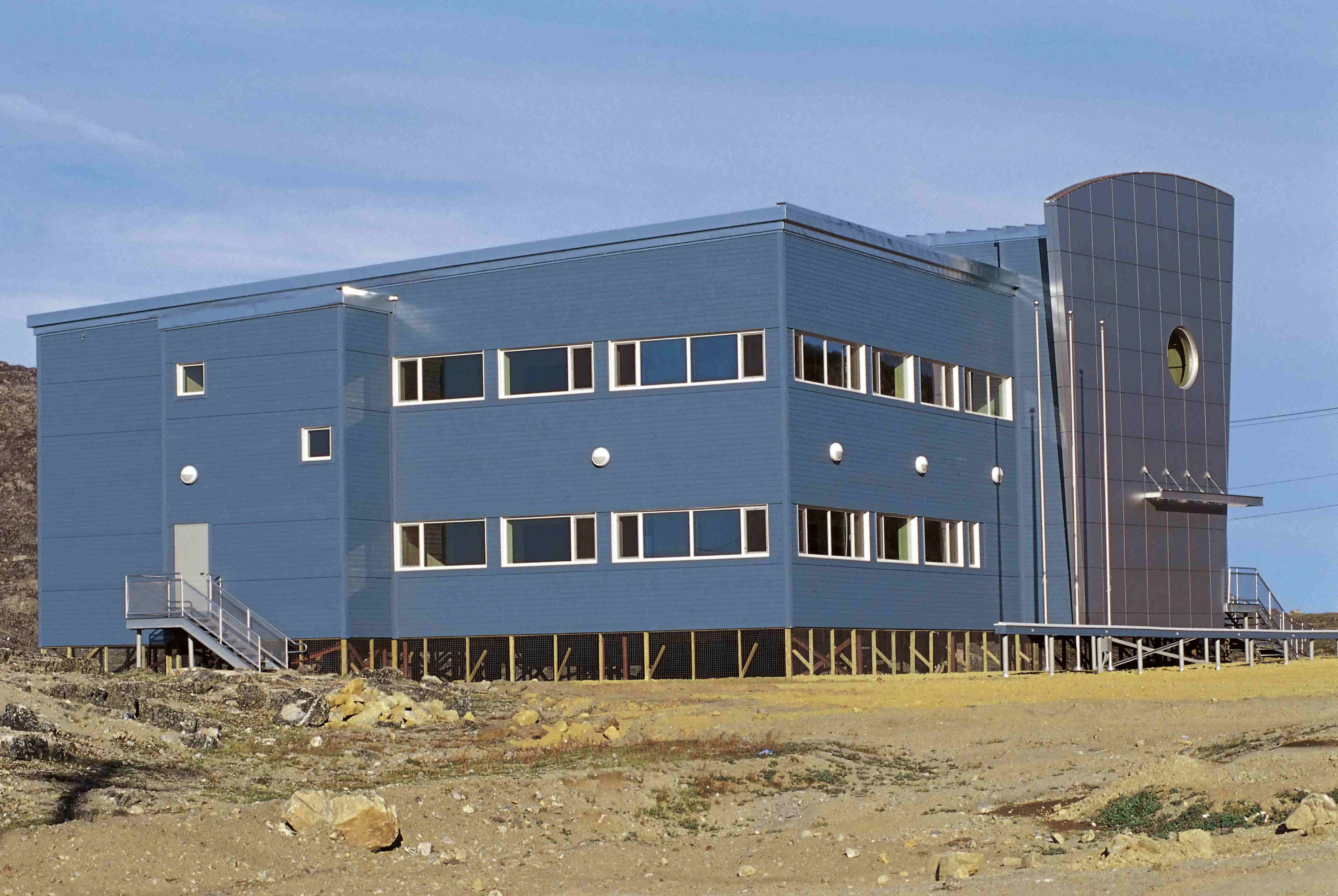
Edificio del Gobierno de Nunavut en Cape Dorset

En tal caso, la práctica de Nunavut es programar unas elecciones parciales de seguimiento en lugar de elegir al candidato ganador mediante un método arbitrario. El territorio también ha tenido numerosos casos en los que los miembros de la Asamblea Legislativa fueron aclamados directamente para el cargo por ser los únicos que registraron su candidatura antes de la fecha límite, así como un caso en el que se tuvo que celebrar unas elecciones parciales de seguimiento debido a que ningún candidato se inscribió para las elecciones ordinarias en su distrito.
Debido a la gran extensión de Nunavut, el objetivo declarado del gobierno territorial ha sido descentralizar la gobernanza más allá de la capital de la región. Tres regiones —Kitikmeot, Kivalliq y Qikiqtaaluk (antes Baffin)— son la base de una administración más localizada, aunque carecen de gobiernos autónomos propios.
Qiniq, una empresa de redes satelitales, proporciona acceso a Internet de banda ancha a 25 comunidades de Nunavut. Existe una falta de competencia entre los proveedores de servicios de Internet que operan en Nunavut y la demanda de Internet fiable supera la capacidad. Los Servicios de Bibliotecas Públicas de Nunavut, el sistema de bibliotecas públicas que presta servicio al territorio, también proporcionan diversos servicios de información al territorio.
En septiembre de 2012, el primer ministro Aariak dio la bienvenida al príncipe Eduardo y a Sophie, condesa de Wessex, a Nunavut, como parte de los actos conmemorativos del Jubileo de Diamante de la reina Isabel II, en ese entonces ''reina de Canadá''.

### Política del Gobierno Federal

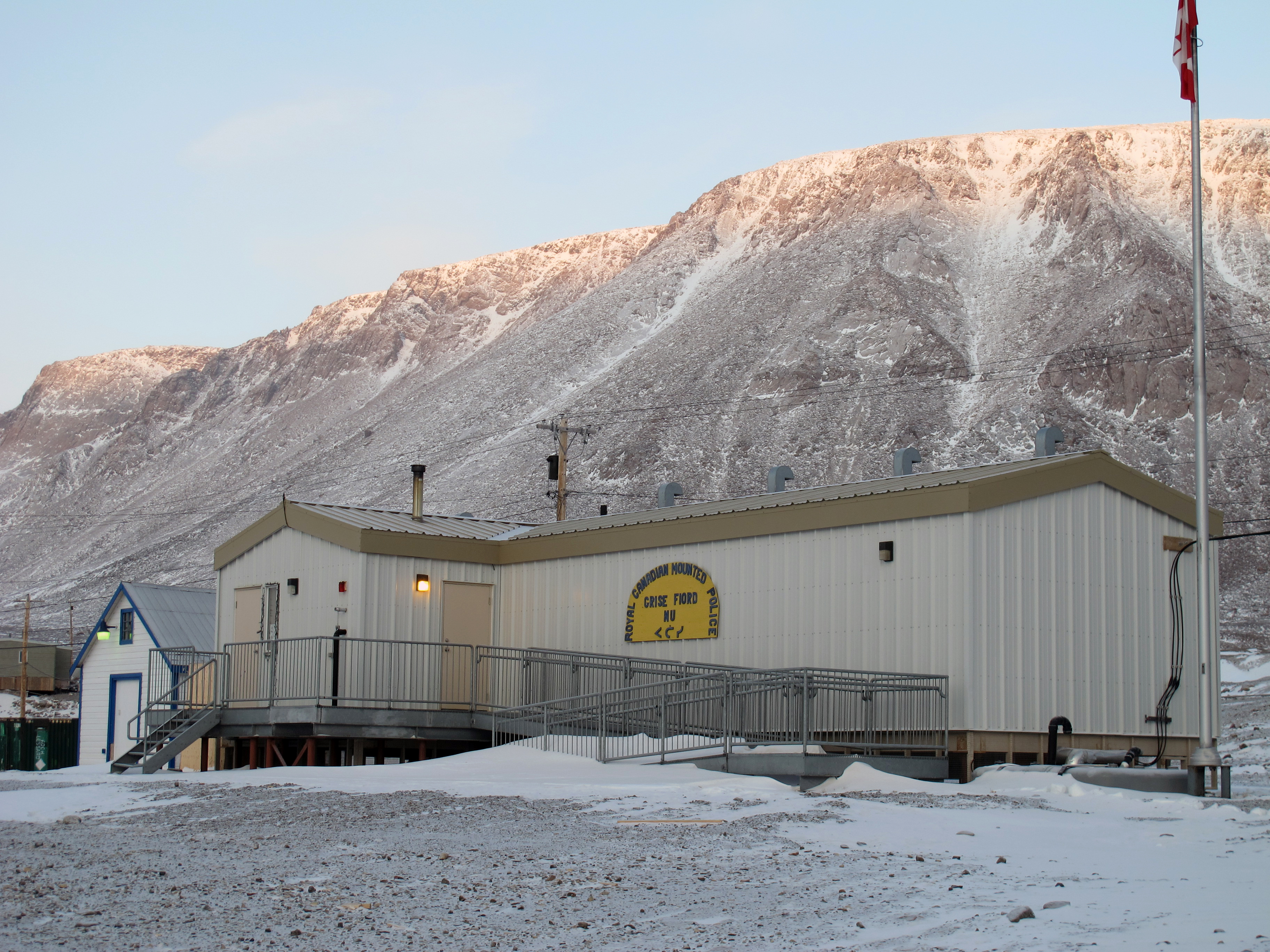
Estación de la Real Policía Montada de Canadá en Grise Fiord, Nunavut

Canadá considera que el gasto destinado a su territorio más septentrional es una tarea estatal políticamente necesaria: por un lado, el Gobierno canadiense quiere expresar y subrayar de manera activa su compromiso con los pueblos indígenas como ciudadanos canadienses mediante el apoyo a Nunavut; por otro lado, Canadá deja así claras sus reivindicaciones territoriales tanto a nivel interno como externo.
Según la declaración del entonces primer ministro canadiense Stephen Harper, en 2008 el norte de Canadá seguía ocupando, como antes, un lugar destacado en la lista de prioridades políticas y económicas del Gobierno canadiense: En particular, se pretende seguir desarrollando la soberanía del Ártico canadiense y proteger el delicado medio ambiente de la región, impulsar el desarrollo económico y social y dar a los habitantes del norte más control sobre su destino económico y político, sin olvidar la preservación de sus valores tradicionales.
Sin embargo, parece que estas promesas eran sobre todo promesas electorales. En Nunavut, mucha gente está bastante decepcionada con la evolución de los últimos años, especialmente en lo que respecta al apoyo a la construcción de un puerto. Nunavut tiene la costa más larga de todas las provincias y territorios canadienses, pero no tiene puerto. Esto dificulta mucho la descarga de los barcos: todo debe transportarse a tierra en pequeñas embarcaciones, incluso casas prefabricadas completas en piezas individuales. Esto lleva mucho tiempo y es peligroso: ya se ha producido una muerte por la caída de un contenedor. Los tanques de diésel se rellenan desde los barcos con mangueras; si una manguera se rompiera, se produciría una devastadora marea negra.
La gran asociación territorial canadiense Canadian Rangers es responsable de la vigilancia permanente del territorio. Está formada en su mayoría por personal local.

## Demografía
| Municipio     | 2011 | 2006 | 2001 | Crecimiento |
| ------------- | ---- | ---- | ---- | ----------- |
| Iqaluit       | 6699 | 6184 | 5236 | 18,1 %      |
| Arviat        | 2308 | 2060 | 1899 | 8,5 %       |
| Rankin Inlet  | 2266 | 2358 | 2177 | 8,3 %       |
| Baker Lake    | 1872 | 1728 | 1507 | 14,7 %      |
| Cambridge Bay | 1608 | 1477 | 1309 | 12,8 %      |
| Pond Inlet    | 1549 | 1315 | 1220 | 7,8 %       |
| Igloolik      | 1454 | 1538 | 1286 | 19,6 %      |
| Kugluktuk     | 1450 | 1302 | 1212 | 7,4 %       |
| Pangnirtung   | 1425 | 1325 | 1276 | 3,8 %       |
| Cape Dorset   | 1363 | 1236 | 1148 | 7,7 %       |

Nunavut tiene la población más pequeña y menos densa de Canadá: 35 944 habitantes (2016) dispersos en una superficie similar a la de Europa occidental. Si Nunavut fuera un país independiente, sería la población menos densa del mundo, con casi el mismo tamaño y la mitad de la población de Groenlandia.
En el censo de 2011, 27 435 habitantes (86,54 %) del total (31 700 habitantes) indicaron que eran indígenas de Norteamérica, entre los que 27 075 (98,68 %) se identificaron como inuits, 170 (0,6 %) como métis y 465 (1,69 %) como indígenas de las Naciones Originarias.

### Lenguas
Las lenguas oficiales de Nunavut son el inuktitut, inuinnaqtun, inglés y francés. El inuktitut es una lengua inuit y la más hablada en Nunavut, pero la mayoría de la población no sabe hablar inglés ni francés, porque es un territorio inuit, aunque tampoco se habla mucho el inuinnaqtun.
Ian Martin, de la Universidad de York, propuso un plan lingüístico en un período de veinte años para crear «una sociedad bilingüe completamente funcional, en inuktitut e inglés» antes de 2020. El plan proporciona diversos modelos, incluyendo:[cita requerida]

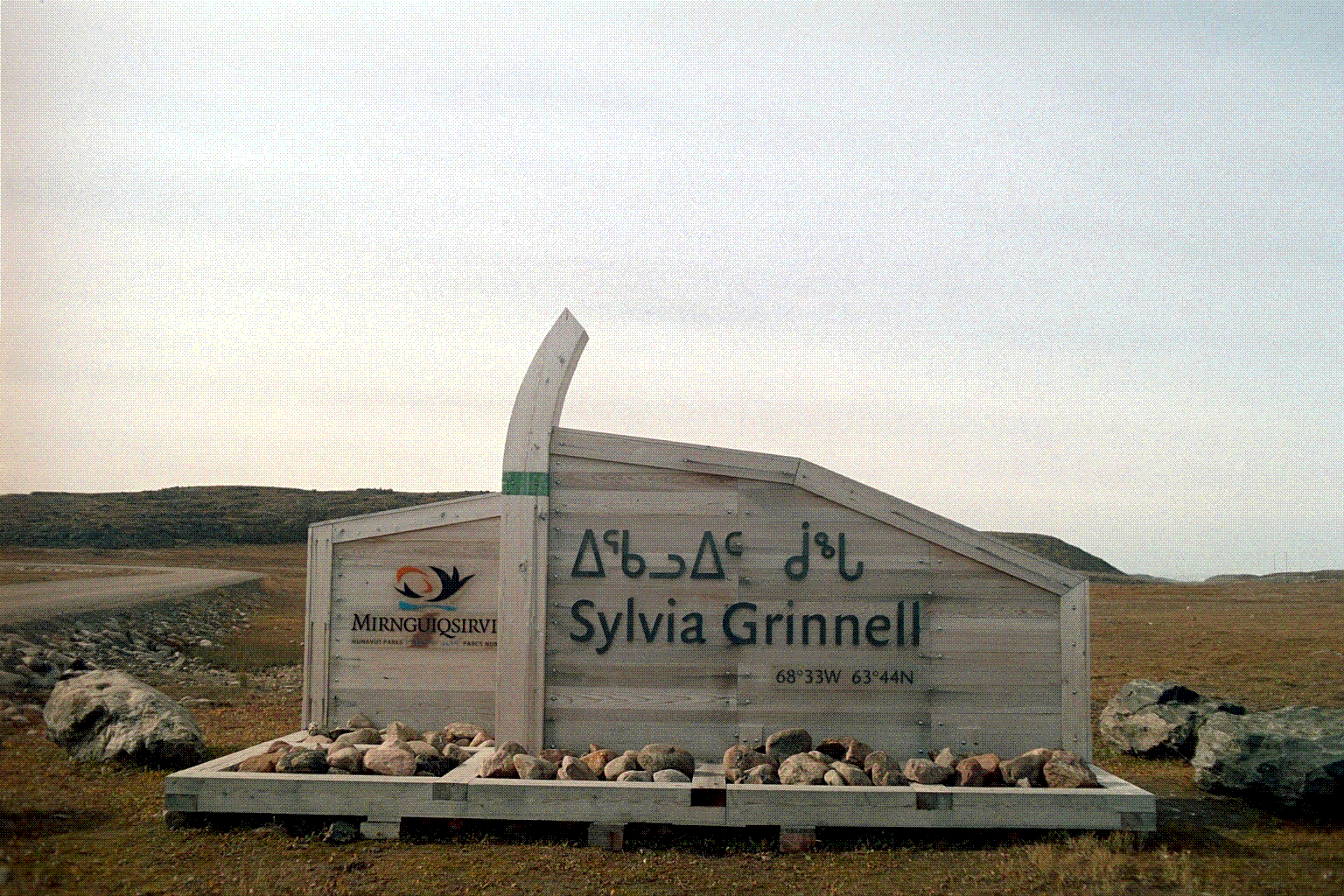
Un Cartel Bilingüe en Nunavut (en Inuit e Inglés)

- Modelo Qulliq, para la mayoría de las comunidades de Nunavut, con Inuktitut como la lengua principal de la instrucción.
- Modelo inmersión de inuinnaqtun, para la recuperación y revitalización de este idioma como lengua viva.
- Modelo de población mixta, principalmente para Iqaluit (posiblemente para Rankin Inlet), ya que su 40 % de Qallunaat (población no-inuit), puede tener diversos requisitos.

A la pregunta del censo sobre lengua materna, estas fueron las respuestas:
| 1. | Inuktitut   | 20 185 | 69,54 % |
| 2. | Inglés      | 7765   | 26,75 % |
| 3. | Francés     | 370    | 1,27 %  |
| 4. | Inuinnaqtun | 295    | 1,02 %  |

### Salud

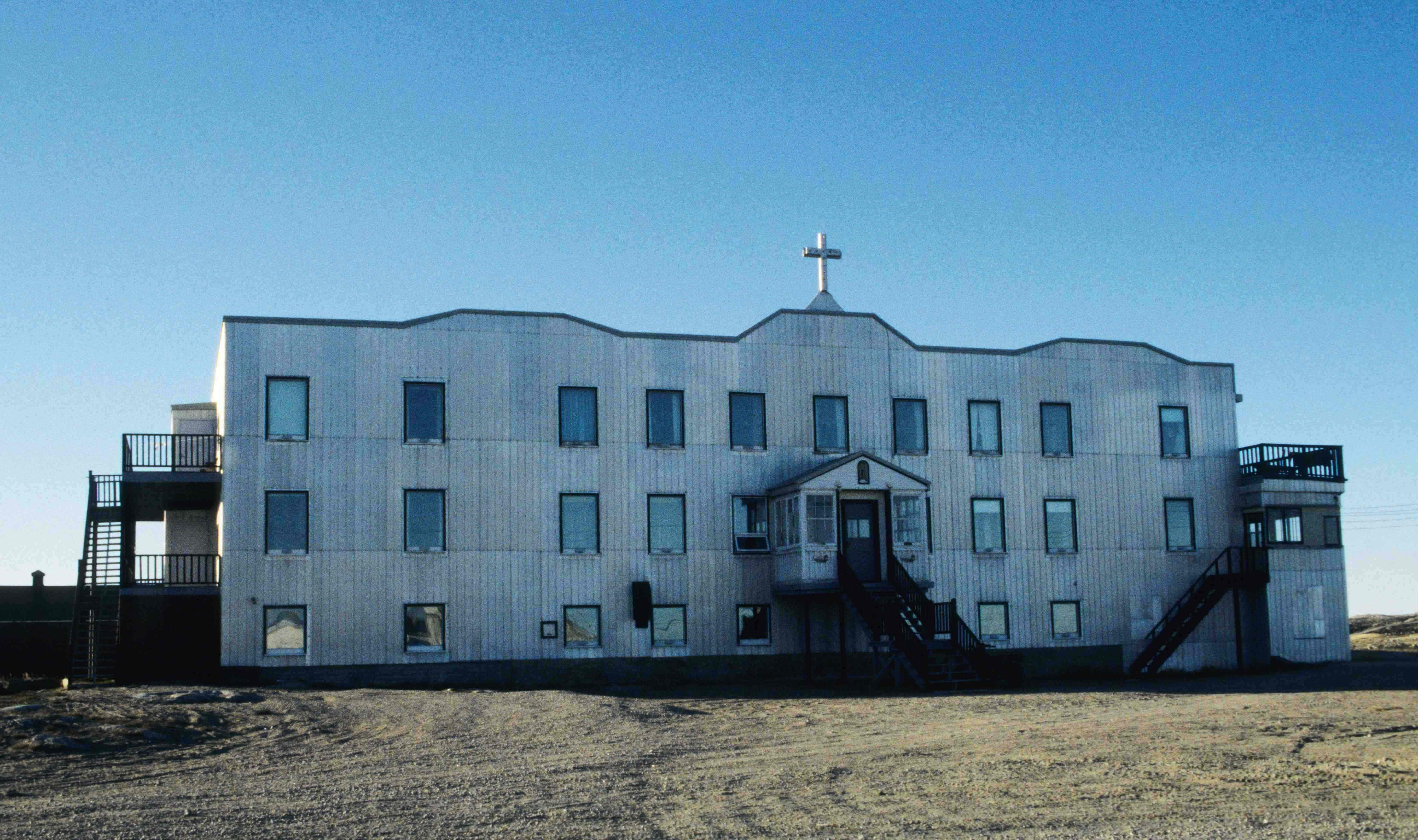
Hospital de la Misión de Chesterfield

Más del 20 % de la población de Nunavut vive muy por debajo del nivel nacional. La esperanza de vida de un recién nacido en Nunavut es de 68,5 años, mientras que en el conjunto de Canadá es de 79,7 años (2002). La mortalidad infantil ha disminuido considerablemente en las últimas décadas, pero sigue siendo aproximadamente tres veces superior a la media nacional. La proporción de casos de cáncer de pulmón es significativamente mayor que en el resto de Canadá, especialmente entre las mujeres (aproximadamente cinco veces más), y la de enfermedades respiratorias es incluso siete veces mayor. El 60 % de los habitantes mayores de doce años fuman (el 30 % en el conjunto de Canadá) y alrededor del 75 % de las mujeres fuman también durante el embarazo. Los casos de tuberculosis son casi ocho veces más frecuentes (1990) que la media nacional, y las enfermedades de transmisión sexual hasta veinte veces más frecuentes. 
El abuso del alcohol y las drogas, la violencia doméstica y la dependencia de la asistencia social desempeñan un papel nada desdeñable en la vida cotidiana de un gran número de inuit. La tasa de suicidios es notablemente alta; desde hace años es al menos cuatro veces superior a la del resto de Canadá: entre 1986 y 1996, la tasa media fue de 77,9 por cada 100 000 habitantes (Canadá 13,2 por cada 100 000).

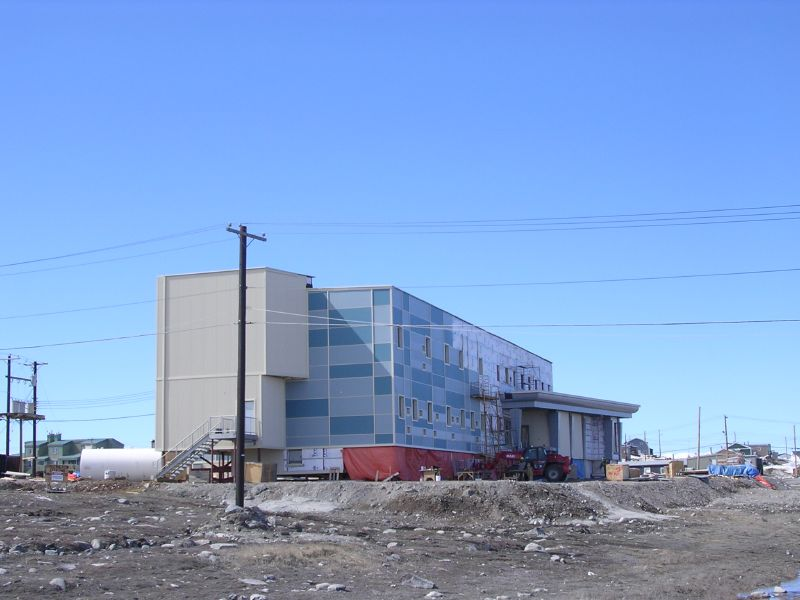
El Centro de Salud Regional de Kivalliq en construcción

La tasa es muy alta, especialmente entre los hombres de entre 15 y 29 años. En los primeros 16 meses tras la fundación de Nunavut, 34 habitantes se quitaron la vida, 32 de ellos hombres; en 2004, la tasa de suicidios ascendió incluso a 85,7 por cada 100 000 habitantes (en el conjunto de Canadá fue de 22,7 por cada 100 000). Las razones de estas tasas tan elevadas aún no están claras; se mencionan, entre otras, la huida de la frustración o el dolor físico, pero a menudo se suma también el sentimiento de fracaso personal. 
Los científicos explican las tasas de suicidio, así como las tasas superiores a la media de violencia física y embarazos en la adolescencia, por la «opresión sociocultural». Sin embargo, no hay datos estadísticos, sino solo informes generales de exploradores sobre cómo se comportaban los inuit antes de vivir en asentamientos o incluso antes de entrar en contacto más estrecho con la civilización occidental. Se espera obtener información al respecto mediante entrevistas exhaustivas a los «ancianos», aunque hay que confiar en su memoria, ya que no se dispone de registros escritos. Statistics Canada ha determinado los siguientes porcentajes de causas de muerte en Nunavut para 2009: Cáncer: 26,5 %; suicidio: 13 %; accidentes: 11,1 %; enfermedades cardíacas: 6,8 %; enfermedades respiratorias: 6,8 %; otras: 35,8 %. Esto significa que la tasa de suicidios es aproximadamente ocho veces superior a la media canadiense.

### Educación

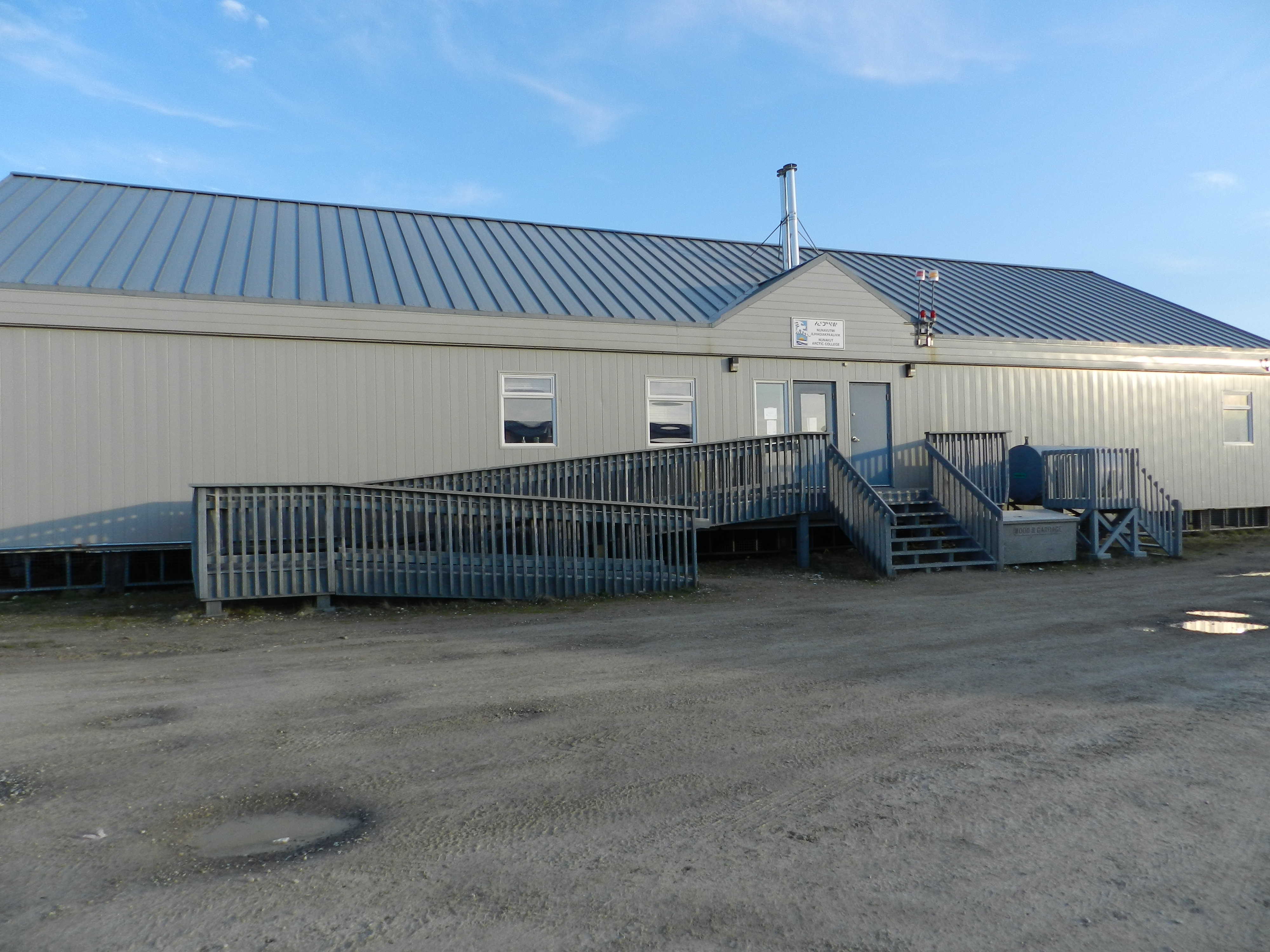
El Colegio del Ártico de Nunavut

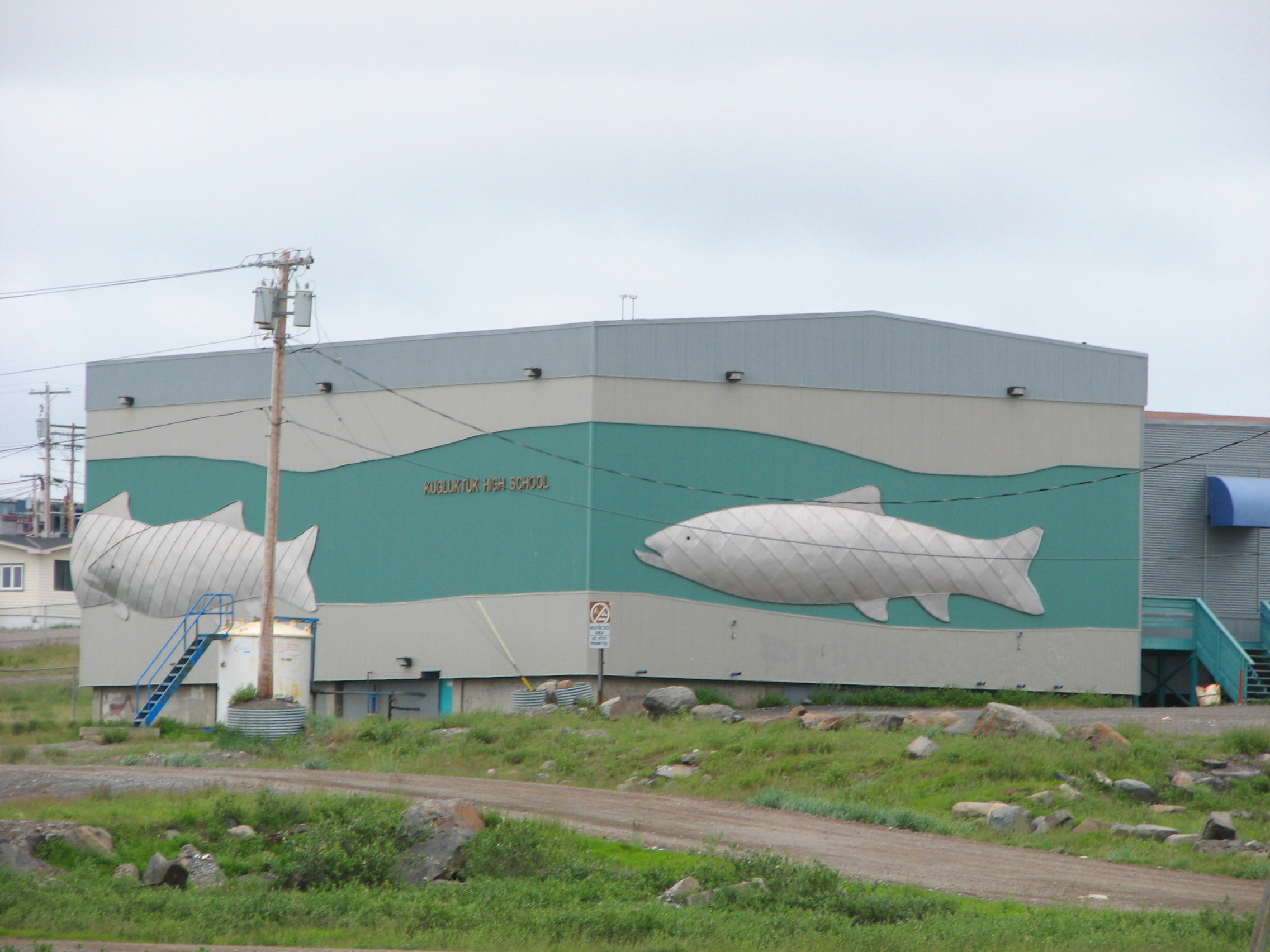
La Escuela Secundaria de Kugluktuk

La educación superior en Nunavut permite a los residentes de este territorio ártico canadiense acceder a formación especializada impartida en instituciones de educación superior. Los estudiantes que desean cursar estudios superiores en Nunavut, un vasto territorio que se extiende a lo largo del Ártico canadiense desde la bahía de Hudson hasta el Polo Norte, se enfrentan a algunos retos únicos. El territorio se separó de los Territorios del Noroeste en 1999, tras un referéndum exitoso que confirmó el deseo de los inuit de establecer una jurisdicción política independiente. Con una superficie que abarca una quinta parte del territorio canadiense y más del 60 % de sus costas, el territorio tenía una población de 31 153 habitantes en 2010.
No hay universidades en Nunavut. El Nunavut Arctic College es la única institución de educación superior. Ofrece un pequeño número de títulos en colaboración con la Universidad de Dalhousie (programa de enfermería de Nunavut), la Universidad de Regina (formación de profesores de Nunavut), la Universidad de la Isla del Príncipe Eduardo (máster en educación en liderazgo y aprendizaje) y el antiguo programa de derecho Akitsiraq. Los habitantes del norte también pueden recibir formación tanto en estudios académicos muy básicos como en formación profesional. Debido a la distancia y a la falta de carreteras que conecten las comunidades, el colegio intenta funcionar partiendo de la base de que la educación de adultos debe impartirse en todas las comunidades y que la formación debe adaptarse a las necesidades individuales y comunitarias.

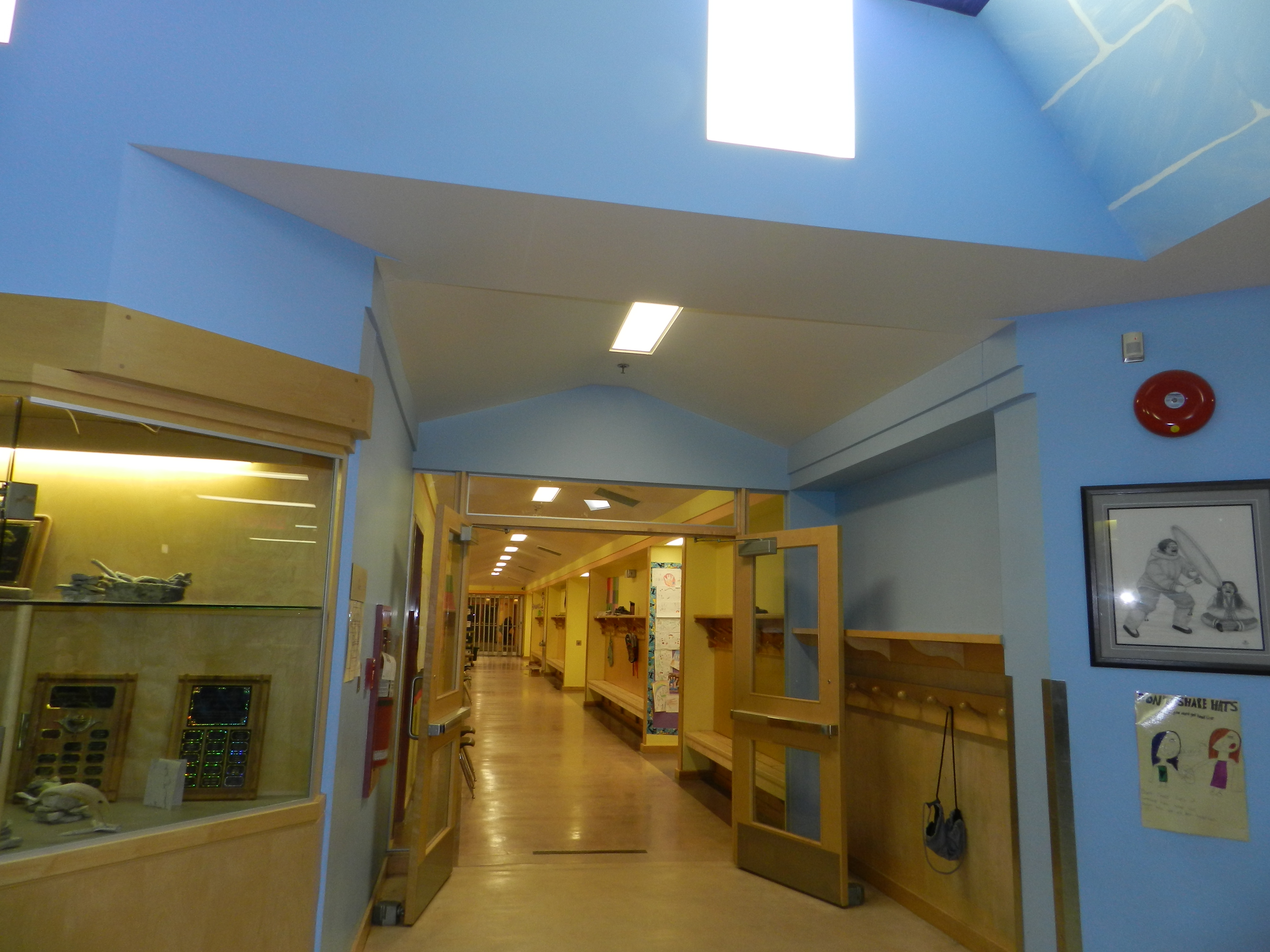
Vista interna de una escuela primaria de Nunavut

Nunavut y el norte de Canadá han comenzado a reflexionar y abordar las cuestiones del idioma y la calidad de la educación desde el jardín de infancia hasta el 12.º grado a través de la creativa y exigente Ley de Educación (Nunavut 2008), que apoya firmemente los idiomas y la cultura inuit en el sistema escolar. La aplicación de esta legislación fundamental está impulsando un esfuerzo intensivo para fortalecer y mejorar la calidad de la educación primaria y secundaria, pero también ha obligado a examinar más de cerca la formación del profesorado en la universidad, así como la calidad y la capacidad de los graduados para enseñar eficazmente en todos los niveles. Los dos primeros mandatos del Gobierno de Nunavut invirtieron mucho en nuevas escuelas en las comunidades de Nunavut, lo que condujo (entre otros factores) a un aumento constante del número de graduados de secundaria, lo que supuso una presión adicional para la universidad debido al aumento del número de estudiantes adultos. La universidad ha luchado por satisfacer eficazmente esta creciente demanda de mayor calidad, diversidad y ampliación de la oferta.
El diálogo externo también se ha acelerado recientemente con la antigua gobernadora general Michaëlle Jean hablando a favor de una universidad ártica. La gobernadora general aboga por el aprendizaje ártico, los intentos de crear una «universidad ártica», una alianza de 30 instituciones con componentes circumpolares, ubicadas en su mayoría en instituciones existentes con mandatos de investigación ártica, y la declaración de los tres primeros ministros territoriales (Yukón: Fentie; Territorios del Noroeste: Roland; Nunavut: Aariak) que, en un comunicado de la conferencia de septiembre de 2009, «se comprometieron a examinar opciones para el desarrollo de una universidad del norte» en común.
La Fundación Walter y Duncan Gordon ha abordado la cuestión de la educación postsecundaria en el norte de Canadá, tanto a través de su programa Arctic Voices Fellowship como de su compromiso de patrocinar una conferencia en 2010 entre grupos de interés territoriales para abordar un diseño institucional común que mejore el aprendizaje postsecundario en los territorios del norte de Canadá.

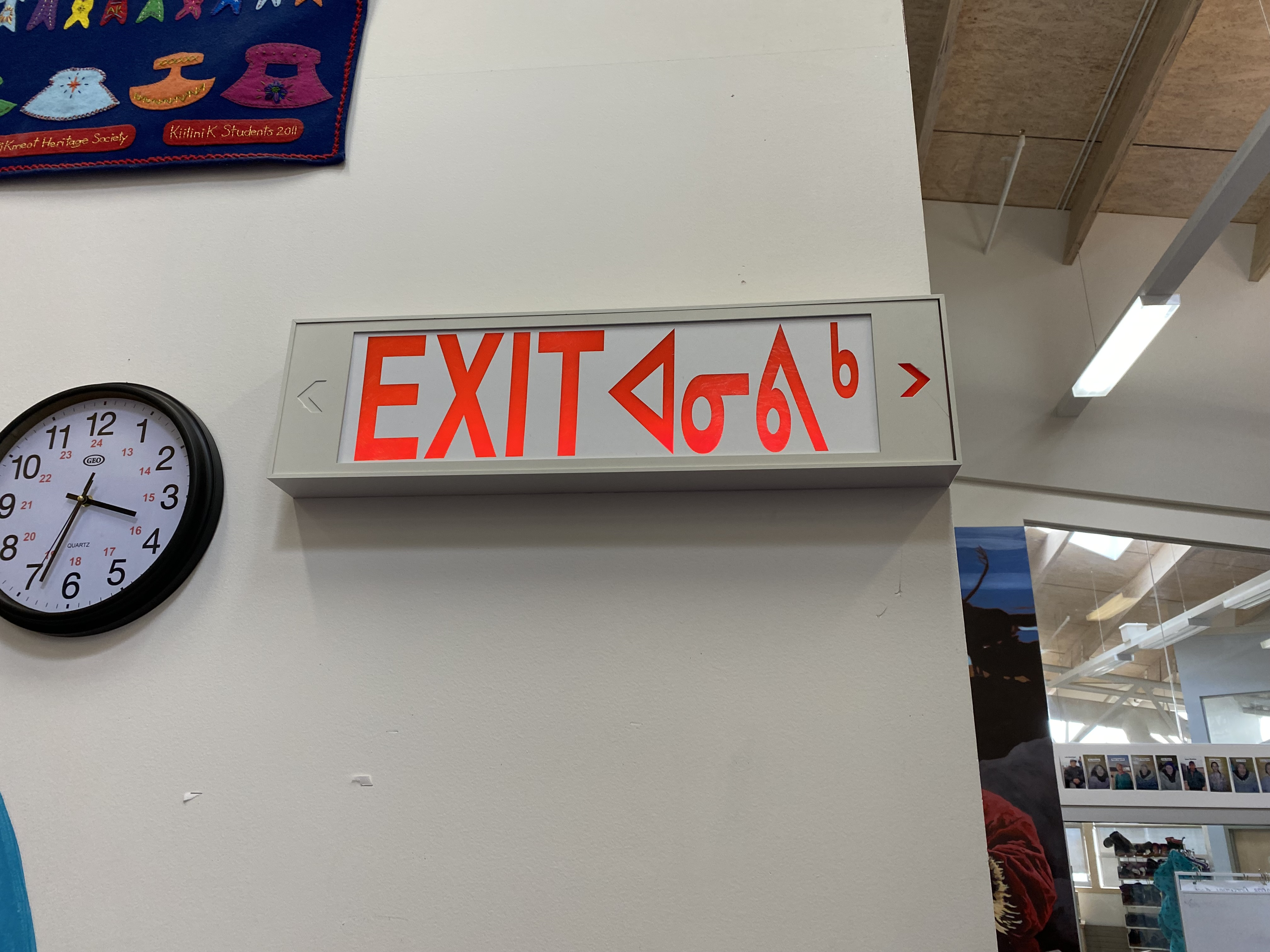
Señal de emergencia en inglés e inuktitut (inuit) en la escuela secundaria Kiilinik de Nunavut

Aunque el territorio de Nunavut se creó en 1999, el Nunavut Arctic College (NAC) se creó en 1995 mediante una ley que entró en vigor el 1 de enero de 1995, cuando el antiguo Arctic College se dividió en el Aurora College, en los Territorios del Noroeste, y el Nunavut Arctic College, en el Ártico oriental.  Hoy en día, esta división temprana se considera un intento del colegio dominante occidental de retener los recursos y la financiación tras la división, y se ha visto como el núcleo de la lucha de varios años del Colegio para cumplir su mandato y abordar la percepción pública, a pesar de contar con numerosos graduados exitosos y eficaces, de que la enseñanza y la calidad de los estudiantes son bajas y de que muchos estudiantes abandonan los estudios o se convierten en matriculados perpetuos en un ambiente en el que los instructores se aprovechan de la débil gestión y de su condición de «profesores» en la negociación colectiva con vacaciones tipo año escolar y sin obligaciones de investigación ni becas a largo plazo.
Los principales campus del Nunavut Arctic College son el campus Nunatta en Iqaluit, en la isla de Baffin, el campus Kivalliq en Rankin Inlet y el campus Kitikmeot en Cambridge Bay. Los tres campus tienen atmósferas y enfoques muy distintos. El colegio también ha establecido centros de aprendizaje en veinticuatro de las veintiséis comunidades del territorio. Antes de 1999, la mayor parte de la infraestructura del campus se había construido en el territorio occidental, y el Nunavut Arctic College se enfrenta al reto del crecimiento de la población joven en Nunavut.
La educación superior en Nunavut es responsabilidad del gobierno territorial, en consonancia con las jurisdicciones de todo Canadá. Tres leyes principales regulan la educación postsecundaria en Nunavut.
La Ley de Educación, conocida como Proyecto de Ley 21, regula la educación en Nunavut desde el jardín de infancia hasta la formación de adultos.
La Ley de Nunavut es la ley federal que, en esencia, creó Nunavut. Tiene jurisdicción sobre todos los institutos públicos, incluidos los colegios universitarios.
La Ley de Colegios Universitarios Públicos se creó mediante una enmienda a la anterior Ley del Colegio Ártico como resultado de la creación del Colegio Aurora y del Colegio Ártico de Nunavut.
Para ser admitidos en el Nunavut Arctic College, los estudiantes deben cumplir los requisitos específicos del programa elegido. No todos los campus del Nunavut Arctic College ofrecen todos los programas, por lo que los estudiantes interesados deben presentar su solicitud directamente al campus o centro comunitario que imparte el curso. Los estudiantes internacionales y los canadienses de fuera de la provincia deben presentar sus solicitudes antes del 1 de abril de cada año, y solo hay un número limitado de plazas disponibles para estos estudiantes.

## Economía

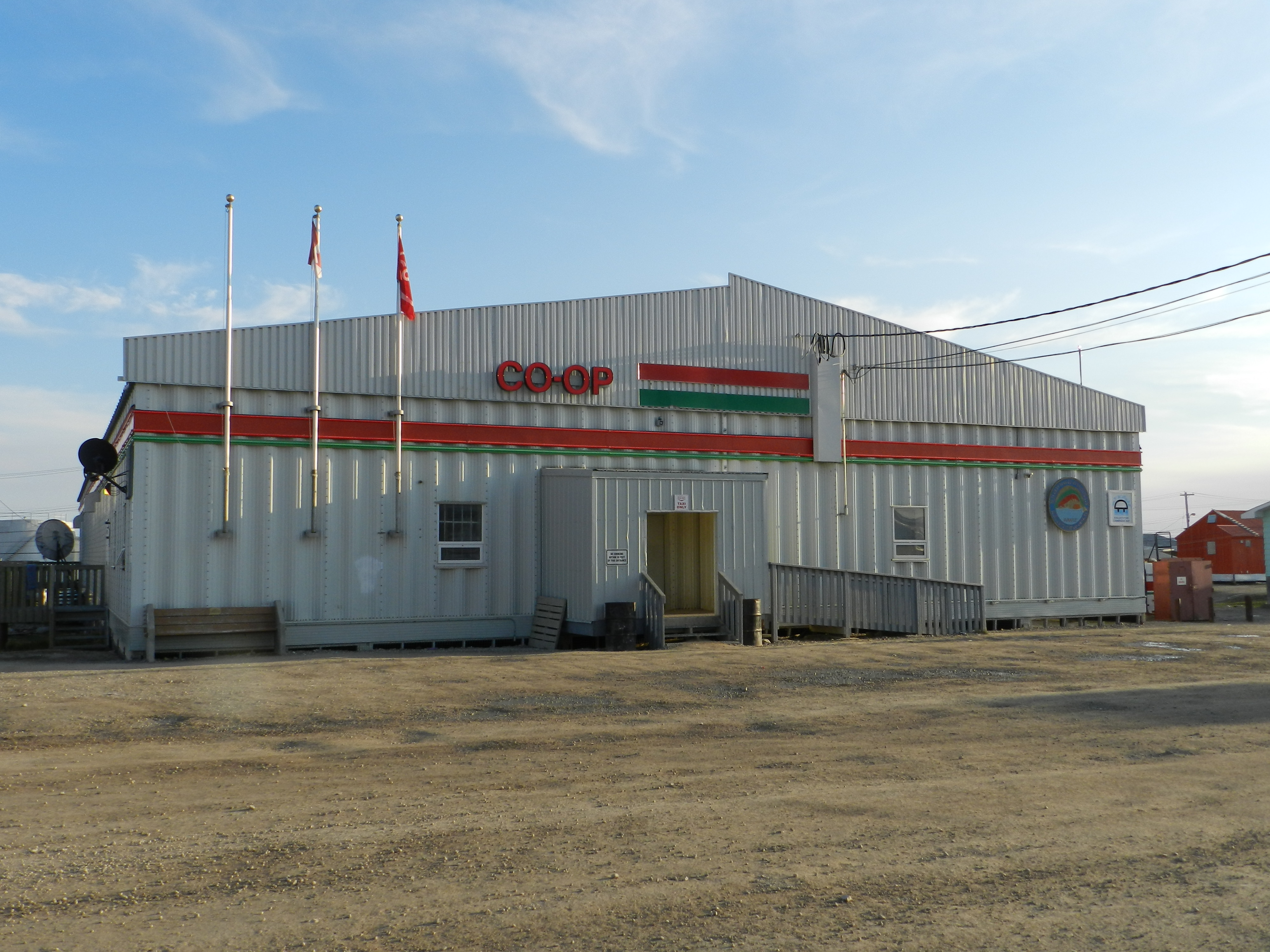
Una tienda de una cooperativa en Nunavut

La economía se basa en los recursos minerales, sobre todo el oro, plomo y zinc. También hay muchos diamantes. La caza y la pesca son otras actividades importantes. El turismo está en constante crecimiento.
Nunavut posee importantes yacimientos de recursos minerales como hierro, plomo, plata, zinc, petróleo y gas natural, y recientemente también diamantes, cuya explotación debería beneficiar a la economía y, por lo tanto, al creciente bienestar del territorio. Por lo tanto, el potencial de desarrollo económico se ve principalmente en la explotación de fuentes de materias primas y la obtención de recursos minerales. Sin embargo, hasta ahora los ingresos no han beneficiado al territorio, sino a las multinacionales y al Estado canadiense. En el futuro, también se prevé aumentar la inversión en el sector turístico. No obstante, los responsables son conscientes de que, para desarrollar Nunavut, deben adoptar medidas cuyos efectos sobre el medio ambiente ártico aún no se pueden evaluar.
El arte y la artesanía inuit también desempeñan un papel importante en la creación de valor; sus productos se compran en todo el mundo. A pesar de los recursos económicos disponibles, en algunas zonas imperan el hambre y la pobreza.
La mayoría de los inuit viven dispersos por las costas y no en los asentamientos más grandes. Allí, la caza de mamíferos marinos (con kayaks o umiaks), pero también de peces y mariscos, sigue siendo un componente importante para su subsistencia. También se siguen cazando caribúes para la confección de ropa. La caza tradicional es, además, un componente fundamental de las relaciones sociales entre las personas. En este sentido, la gestión sostenible de los recursos naturales y el acceso a los caladeros son esenciales para la estabilidad y la conservación de la cultura inuit. Sin embargo, la caza se está volviendo cada vez más difícil debido a la creciente dependencia de bienes modernos como armas, municiones y otros equipos, ya que su adquisición requiere dinero y, por lo tanto, actividad económica de mercado. Desde 2012, la organización de autoayuda «Feeding my Family» protesta contra la «política de limosnas» del Gobierno canadiense, entre otras cosas con un boicot a las tiendas de la North West Company, a las que acusa de enriquecerse con las ayudas a los inuit. Por ello, Nunavut Tunngavik Inc. (representante legalmente legitimado de los indígenas de Nunavut) exige ayudas económicas para la caza tradicional de subsistencia y para la adquisición del equipo necesario. 

Además, existe la posibilidad de obtener unos ingresos modestos mediante el servicio voluntario en las Fuerzas Armadas Canadienses, en el regimiento Canadian Rangers, lo que permite una independencia condicional de la ayuda social, pero sobre todo aporta un gran prestigio social.

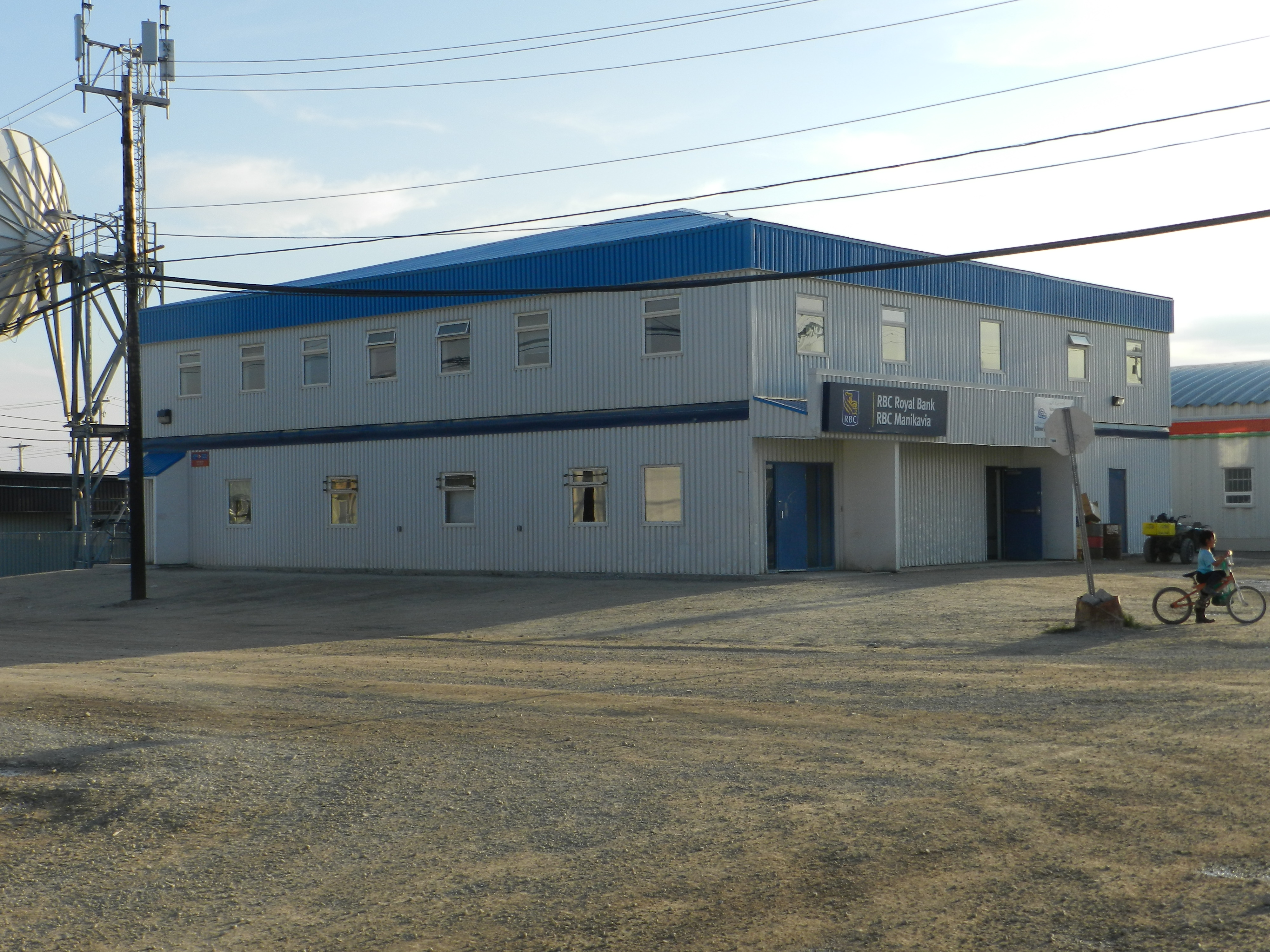
Edificio del Banco RBC (Banco Real de Canadá) en Nunavut

### Situación Financiera
En comparación con el sur industrializado de Canadá, el sector económico privado en Nunavut aún está poco desarrollado, por lo que la contribución fiscal del territorio a las finanzas públicas del país es escasa.
Hasta 1970, la caza de focas era el factor económico más importante en el territorio de Nunavut. Las prohibiciones de importación de productos derivados de mamíferos marinos en Europa y Estados Unidos, junto con las actividades de los grupos defensores de los derechos de los animales, provocaron la pérdida de dos millones de dólares en ingresos anuales y los puestos de trabajo asociados, lo que agravó los problemas sociales.
Nunavut cuenta con ricos yacimientos de plomo, zinc, oro y diamantes en varias regiones, cuya explotación está adquiriendo cada vez más importancia financiera y laboral para el territorio. Ya en 1999, la minería aportó aproximadamente 130 millones de dólares al producto interior bruto del territorio. El número de puestos de trabajo ascendía a unos 500, aunque en aquel momento alrededor del 85 % de ellos estaban ocupados por mano de obra no autóctona debido a la falta de cualificación de los inuit.

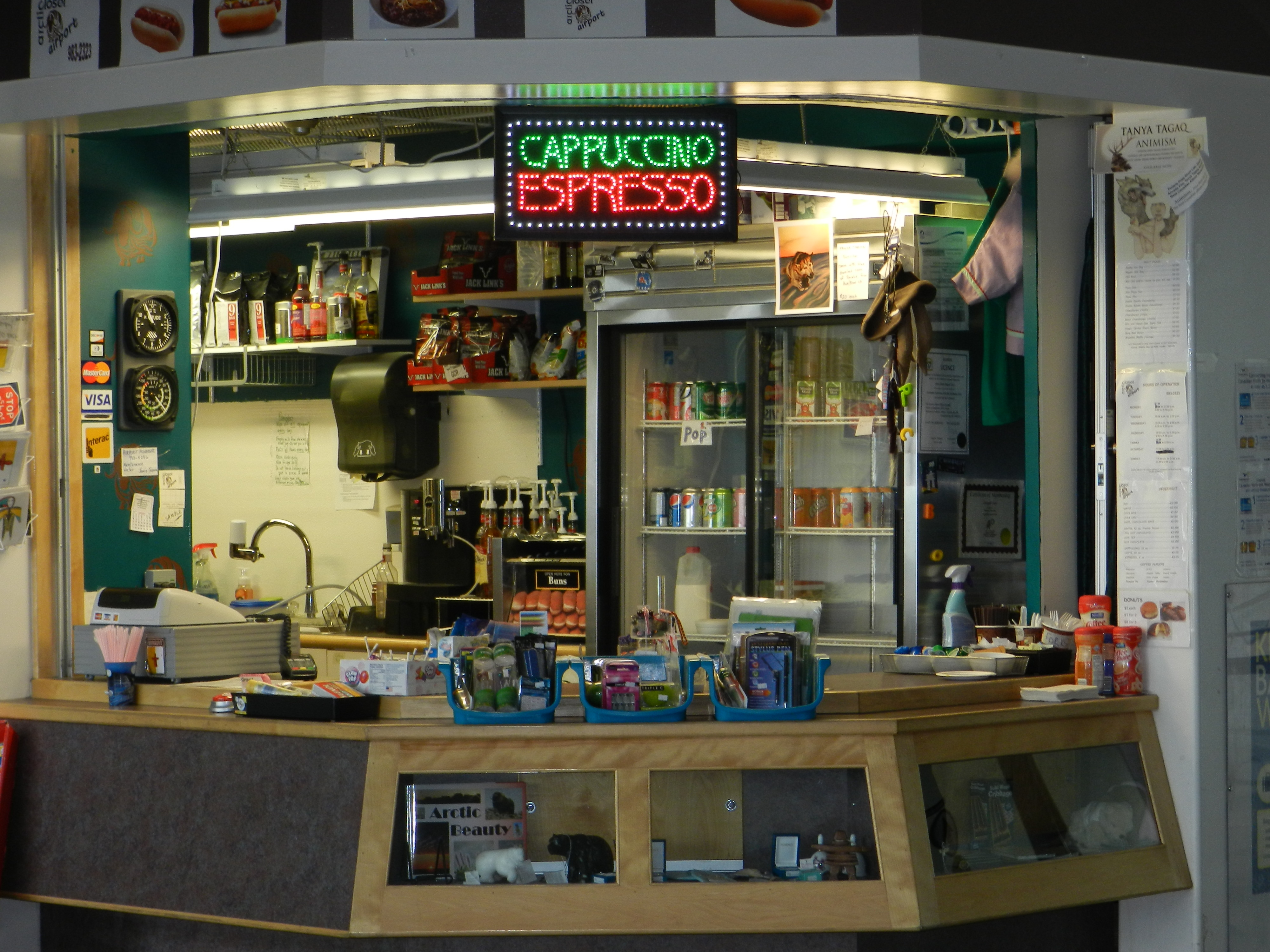
Una tienda o cantina en el Aeropuerto de Cambridge Bay

El sector turístico ya generaba en 1999 casi 36 millones de dólares (alrededor del 5 % del producto interior bruto), con una tendencia al alza.
También se espera un crecimiento económico en el sector cárnico y pesquero. Statistics Canada estimó el volumen de las actividades comerciales de caza, trampeo y pesca en casi ocho millones de dólares en 1999 y considera que se trata de una fuente creciente de ingresos y empleo.
El sector del arte y la artesanía inuit representa una parte importante del producto interior bruto. Según datos oficiales, se generaron más de 20 millones de dólares, de los cuales más del 30 % (más de seis millones de dólares) fueron a parar a Nunavut. Se estima que las cifras reales son considerablemente más altas, ya que muchos inuit venden directamente a los interesados en el arte y estas cantidades no se reflejan en las encuestas oficiales.
Cuando se publicó el primer pago acordado contractualmente por el Gobierno canadiense al territorio de Nunavut, la cifra de 610 millones de dólares parecía desproporcionadamente alta para una administración legislativa de apenas 30 000 personas, y en el quinto año la subvención incluso aumentó a 666 millones de dólares. Más del 90 % del presupuesto de Nunavut sigue procediendo del Gobierno central canadiense, por lo que Nunavut solo financia menos del 10 % de sus gastos públicos.

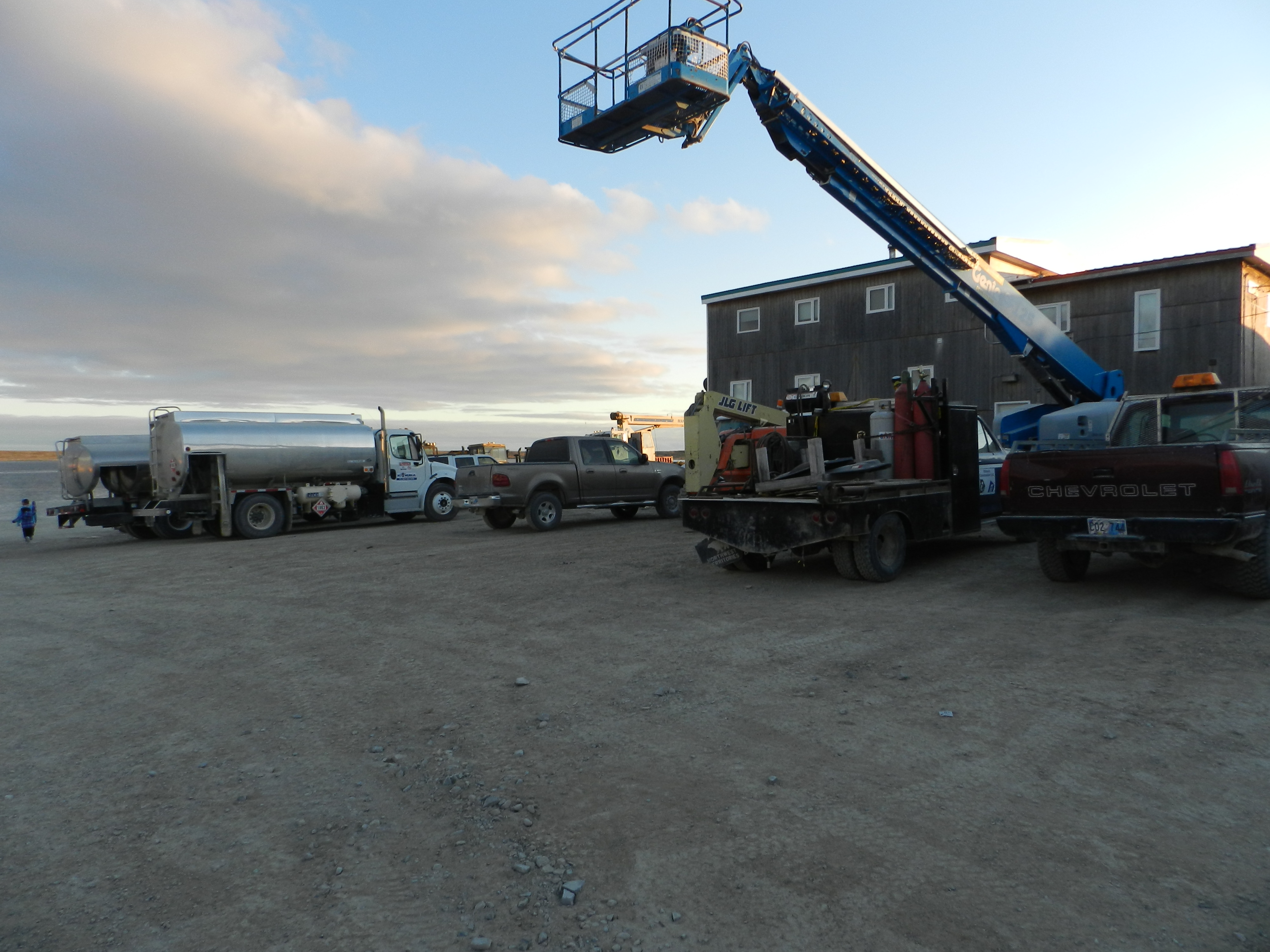
Edificio de la Corporación Kitnuna en Nunavut

### Alcohol y tabaco
Debido a las leyes de prohibición influenciadas por las creencias locales y tradicionales, Nunavut tiene un mercado de alcohol muy regulado. El territorio es el último bastión de la prohibición en Canadá, y a menudo es más fácil obtener armas de fuego que alcohol. El alcohol sigue estando prohibido en seis comunidades del territorio: Arivat, Coral Harbour, Goja Haven, Kugaaruk, Pangnirtung y Sanikiluaq. Aunque cada comunidad de Nunavut tiene regulaciones ligeramente diferentes, en conjunto siguen siendo muy restrictivas. Siete comunidades tienen prohibiciones totales contra el alcohol y otras 14 tienen órdenes restringidas por comités locales. Debido a estas leyes, ha surgido un lucrativo mercado de contrabando en el que la gente aumenta los precios de las botellas en cantidades extraordinarias. La RCMP estima que el mercado de licor de contrabando de Nunavut genera unos 10 millones de dólares al año.
A pesar de las restricciones, la disponibilidad de alcohol da lugar a una gran cantidad de delitos relacionados con el alcohol. Según una estimación, alrededor del 95 % de las llamadas a la policía están relacionadas con el alcohol. También se cree que el alcohol es un factor que contribuye a las altas tasas de violencia, suicidio y homicidio del territorio. Un grupo de trabajo especial creado en 2010 para estudiar y abordar los crecientes problemas relacionados con el alcohol en el territorio recomendó al gobierno que suavizara las restricciones al alcohol. Dado que la prohibición ha demostrado ser muy ineficaz a lo largo de la historia, algunos creen que estas leyes contribuyen a los males sociales generalizados del territorio. Otros se muestran escépticos sobre la eficacia de la liberalización de la venta de bebidas alcohólicas y quieren prohibirla por completo. En 2014, el Gobierno de Nunavut avanzó hacia una mayor legalización. En 2017, se abrió en Iqaluit la primera tienda de bebidas alcohólicas en 38 años.

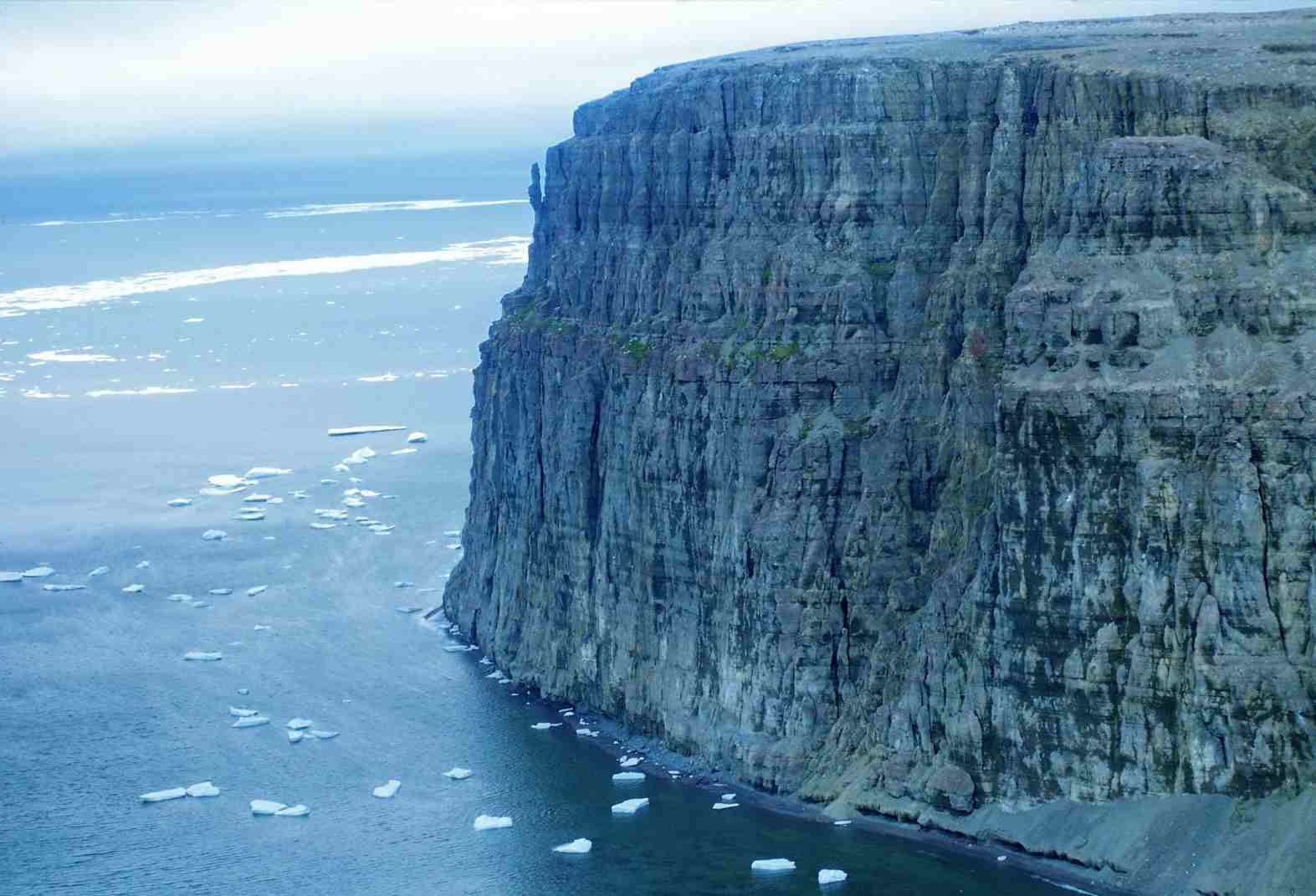
Acantilados de la Isla Beechey, Nunavut

Nunavut tiene la tasa de tabaquismo más alta de todo Canadá. Más de la mitad de su población adulta fuma cigarrillos, y tanto hombres como mujeres fuman habitualmente. Alrededor del 90 % de las mujeres embarazadas son fumadoras, aunque los estudios han demostrado que tiene efectos perjudiciales.

### Turismo
El turismo en Nunavut se centra en las actividades al aire libre y la cultura de los inuit locales, los pueblos indígenas de Nunavut. La observación de la fauna silvestre es una atracción turística muy popular, ya que el territorio alberga numerosos santuarios de fauna y aves. Es posible avistar morsas, osos polares, una gran variedad de aves y belugas en todo Nunavut. Las actividades de aventura al aire libre también son muy populares. Nunavut cuenta con un amplio y extenso sistema fluvial, lo que significa que hay un gran número de oportunidades para practicar piragüismo y kayak, ideales para viajeros experimentados. La vasta extensión de territorio deshabitado de Nunavut ofrece muchas oportunidades para practicar senderismo y acampada. Sin embargo, las condiciones a menudo extremas de la región y su ubicación remota suelen requerir la presencia de un guía, incluso para campistas experimentados.

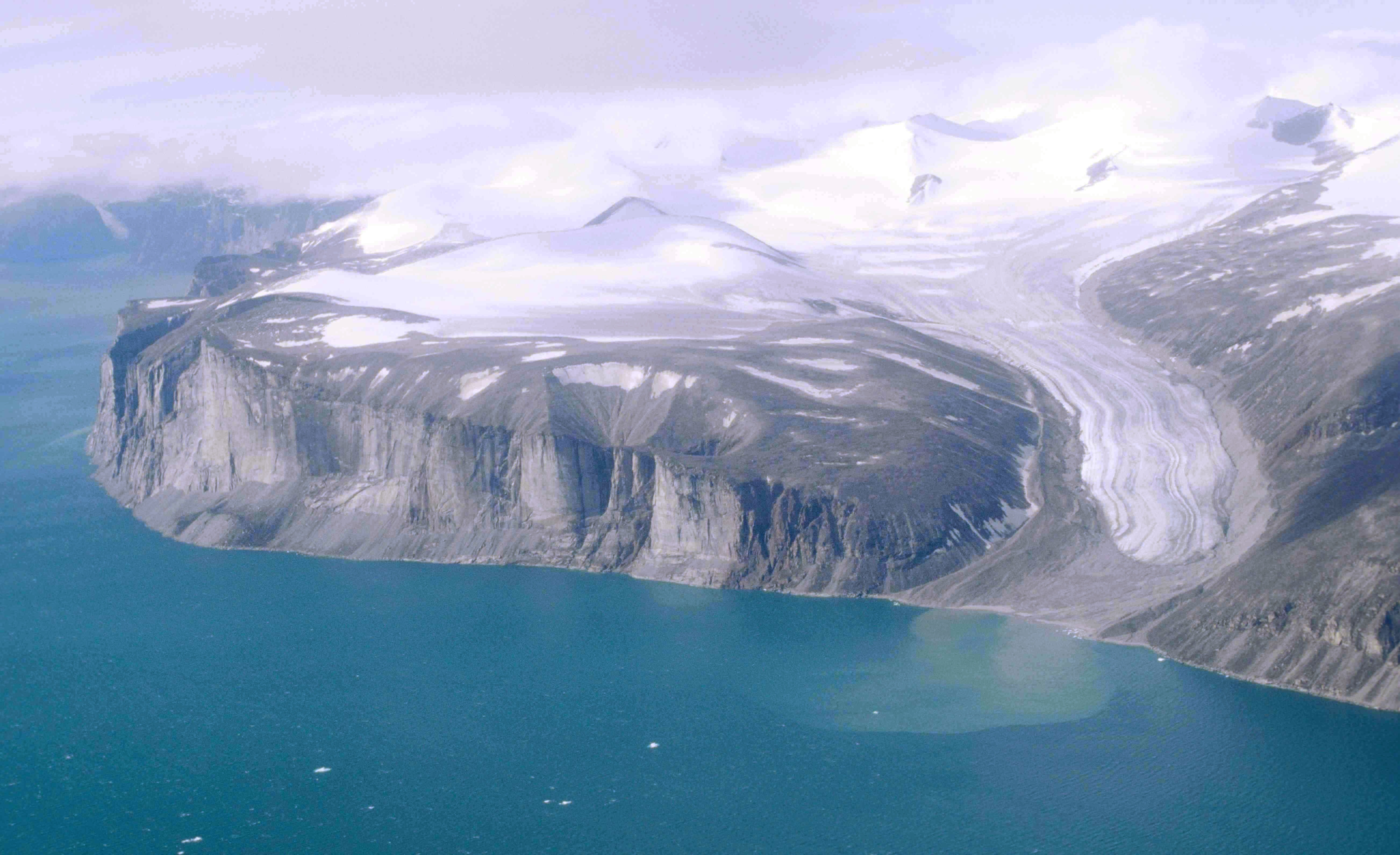
Costa de la Península Remote en Nunavut

Nunavut Tourism no publica regularmente estadísticas turísticas. Sin embargo, una encuesta de salida realizada por el Departamento de Desarrollo Económico y Transporte entre junio y octubre de 2008 reveló que 33 378 personas visitaron Nunavut durante ese periodo, frente a las 28 802 de junio a octubre de 2006. La gran mayoría de los visitantes de Nunavut son canadienses, ya que el 96 % de los viajeros proceden de Canadá. Sin embargo, el mercado de los viajes de ocio no está tan dominado por los visitantes canadienses, ya que el 28 % de los visitantes son extranjeros.
Nunavut ofrece numerosas oportunidades para practicar actividades de aventura al aire libre gracias a la vasta extensión de terreno deshabitado del territorio. La observación de fauna silvestre es una actividad especialmente popular: el territorio alberga morsas y belugas, así como once santuarios de aves que acogen a millones de ejemplares. Los bueyes almizcleros también se encuentran repartidos por todo Nunavut, aunque la autoridad turística del territorio no promueve específicamente excursiones para su observación. El territorio también alberga una población de osos polares, y son habituales las excursiones diseñadas para aumentar las posibilidades de los turistas de avistar un oso polar. Varios operadores privados ofrecen excursiones para observar la fauna, las aves, los osos polares y las ballenas, además de otras actividades.

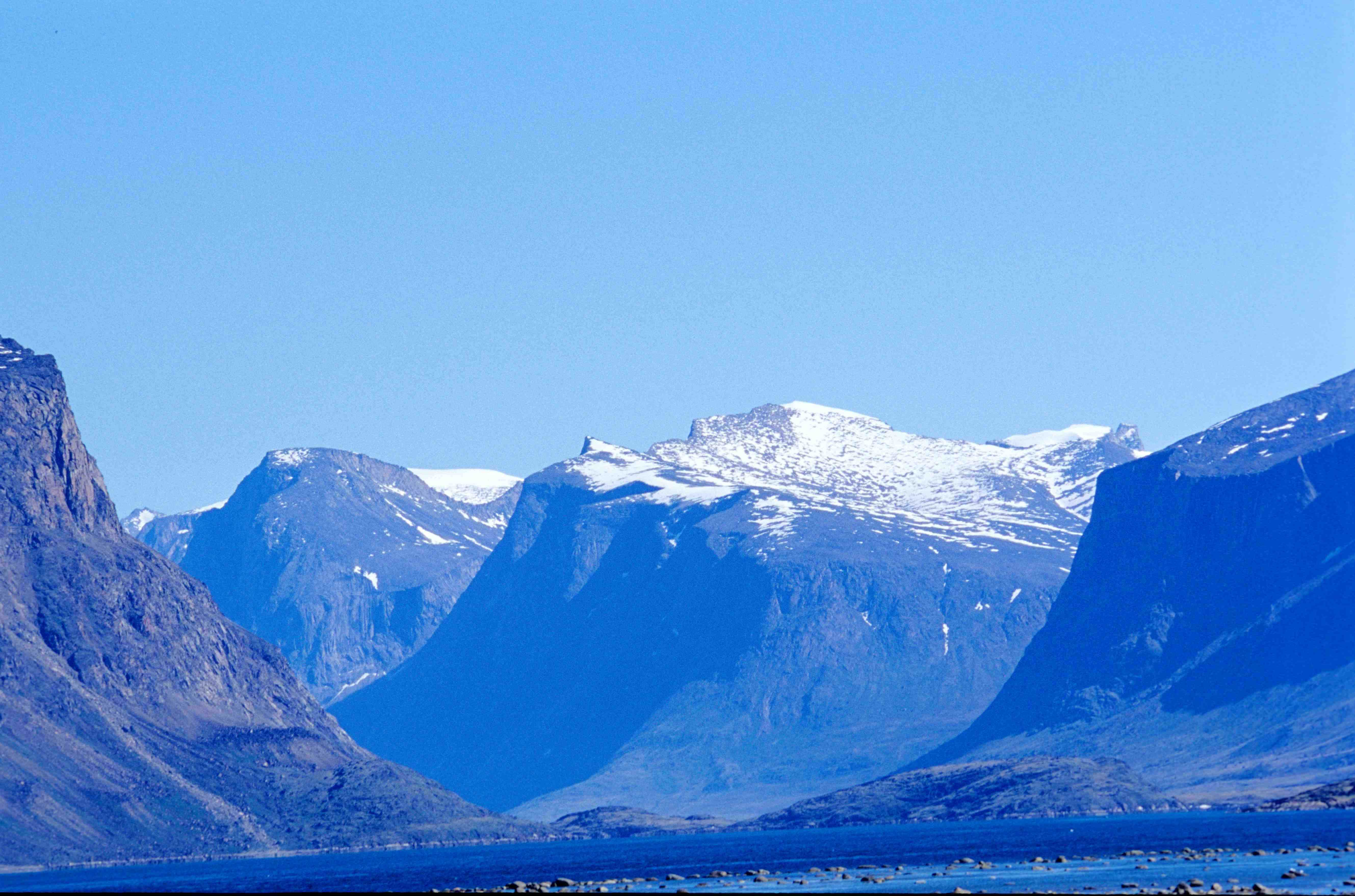
Fiordo de Pangnirtung

Otras actividades populares para los turistas en Nunavut son las numerosas oportunidades de aventura que ofrece el territorio canadiense. Se puede practicar piragüismo y kayak en los largos ríos del territorio, siendo el río Thelon el más famoso de ellos. Este río es muy popular durante el verano y, a pesar de no tener acceso directo por carretera, muchos visitantes practican kayak o piragüismo a lo largo del río cada año, ya que no es tan difícil de navegar como otros ríos de Nunavut. Otra actividad de aventura al aire libre muy popular es el senderismo. Nunavut Tourism promociona Nunavut como un lugar que ofrece a los turistas una serie de rutas de senderismo cortas y largas, con posibilidad de acampar en medio de «las zonas de cría de caribúes... [y en Whale Cove], junto al río, repleto de ballenas blancas que chirrían».  Sin embargo, debido al terreno accidentado de Nunavut y a las condiciones a menudo extremas, Nunavut Tourism recomienda el uso de un guía para todos los campistas y excursionistas que pasen la noche al aire libre para mejorar la seguridad. 

Una actividad turística única en el Ártico Norte es la observación de icebergs. Durante la temporada estival, de abril a julio, es posible observar cómo los icebergs se desplazan por los ríos mientras el hielo que los rodea se derrite.Además, observar el borde del témpano es también una actividad popular debido al movimiento de la fauna durante esta época. A menudo se pueden ver ballenas nadando a pocos metros del hielo, osos polares nadando brevemente en el agua helada y animales anfibios que suelen subir a tierra firme o al hielo para tomar el sol.

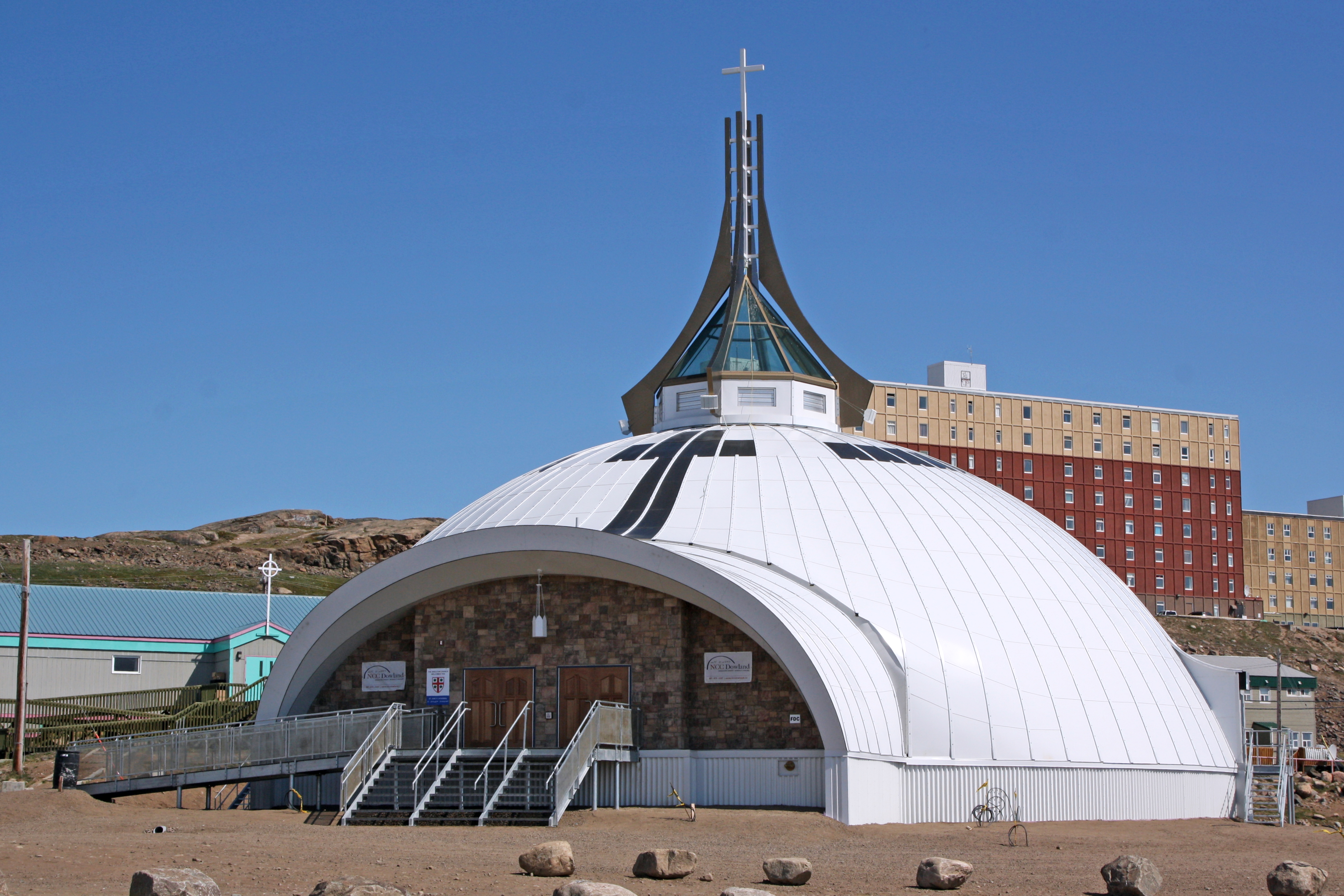
Catedral de San Judas en Iqaluit

## Cultura
En Nunavut se fomenta de manera especial la tradición y la defensa de los valores tradicionales, entre otras cosas mediante la existencia de dos ministerios responsables de cuestiones culturales (aunque diferentes):
- el Ministerio de Educación y el Nunavut Arctic College;
- el Ministerio de Cultura, Lengua, Ancianos y Juventud.

La decisión del Gobierno federal canadiense de ceder a los inuit un territorio autónomo debe considerarse, desde este punto de vista, un importante paso en materia de política cultural.
En el territorio de Nunavut hay cuatro idiomas oficiales: además del inglés y el francés, idiomas oficiales en todo Canadá, están el inuktitut y el inuinnaqtun.
Los inuit ocupan importantes puestos de liderazgo político, lo que también es una expresión del esfuerzo por promover y preservar la cultura tradicional inuit.
Aunque en general se aplica la legislación canadiense, también en este sector se están realizando esfuerzos exitosos para incorporar y practicar en la jurisprudencia el sentido tradicional de la justicia de los inuit y las medidas de reinserción social transmitidas por la tradición. Además, cada vez con mayor frecuencia se transfieren funciones policiales a los inuit, lo que también contribuye a preservar mejor las circunstancias culturales y tradicionales.

### Arqueología

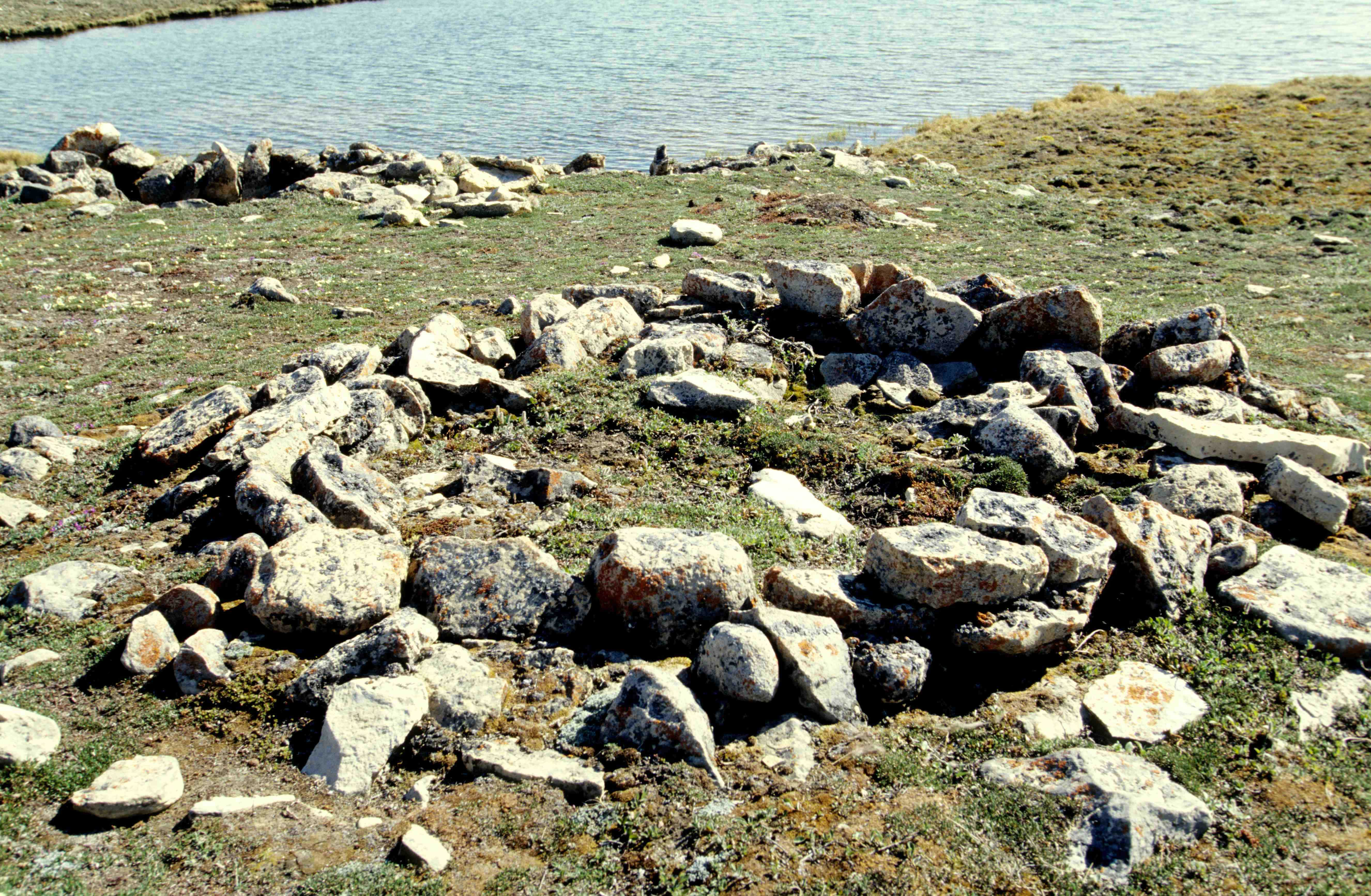
Ruinas de antiguas edificaciones de los Inuit en Cambridge Bay

Los vínculos aborígenes dentro de Nunavut son evidentes sin necesidad de conocer el territorio; basta con ver la bandera. «Los colores azul y dorado simbolizan las riquezas de la tierra, el mar y el cielo. El rojo hace referencia a Canadá. El inuksuk simboliza los monumentos de piedra que guían a las personas por la tierra y marcan los lugares sagrados y otros lugares especiales». La estrella polar también aparece en la bandera, simbolizando el liderazgo de los ancianos en la comunidad. Estos son claros indicadores de que existe una fuerte relación entre la arqueología y la comunidad aborigen, lo que crea relevancia con las prácticas culturales y arqueológicas del gobierno. Existen varias políticas y programas medioambientales y arqueológicos gestionados tanto por los inuit como por los miembros del gobierno.
El Gobierno de Nunavut incluye la arqueología y la paleontología en el departamento de Cultura y Patrimonio. Una vez más, hay pruebas de los estrechos vínculos entre los ancianos y la arqueología y, por lo tanto, la cultura. Esta rama se creó para proporcionar liderazgo dentro del Gobierno de Nunavut en la implementación y el desarrollo de servicios, políticas y programas destinados a fortalecer la cultura, el idioma, el patrimonio y la actividad física de Nunavut. El Programa de Arqueología de Nunavut administra el proceso de concesión de permisos de arqueología y paleontología y trabaja en el desarrollo de políticas, normas técnicas y directrices.
Nunavut Tunngavik Incorporated (NTI) garantiza el cumplimiento de las promesas realizadas en el marco del Acuerdo sobre las reivindicaciones territoriales de Nunavut (NCLA). Una de las principales preocupaciones del NCLA es que los inuit intercambiaron su título aborigen sobre todas sus tierras tradicionales en la zona de asentamiento de Nunavut por derechos y beneficios. Los derechos y beneficios se centran en la tierra, la fauna y el agua, ya que son aspectos muy importantes para el modo de vida de los inuit. NTI coordina y gestiona las responsabilidades de los inuit establecidas en el NCLA y se asegura de que todos los gobiernos federales y territoriales cumplan con sus obligaciones, como la ayuda para los desplazamientos entre comunidades, el cuidado de los ancianos y la ayuda con la educación.
También existe el Inuit Qauijimajatuqangt Katimajiit, un prestigioso grupo de inuit sabios y talentosos que se encargan de asesorar al gobierno para que los programas y servicios sean más relevantes desde el punto de vista cultural. Las personas seleccionadas para formar parte del grupo son nombradas fuera del Gobierno de Nunavut.
Uno de los proyectos en curso es la recuperación de artefactos de los pecios del HMS Terror y el HMS Erebus, de la expedición perdida de Franklin. Un proyecto a menor escala es el Proyecto de Historia Oral, que afirma que «grabar y documentar los conocimientos tradicionales y la historia de los ancianos es una prioridad» y ayuda a conservar la lengua inuit

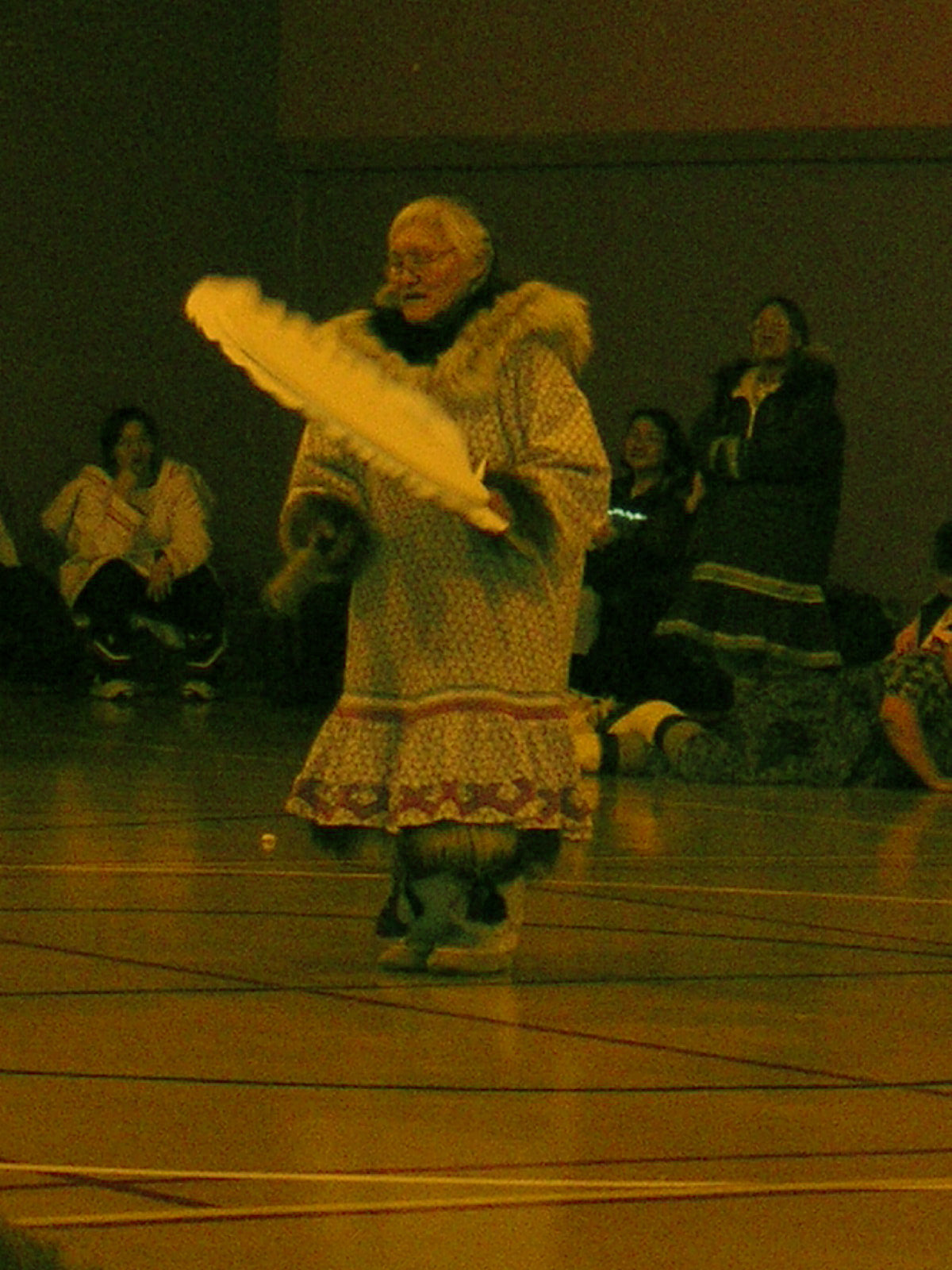
Bailarina en un festival de danza del tambor en Gjoa Haven, Nunavut

### Música
Nunavut es un territorio de Canadá, habitado principalmente por los inuit y, en menor medida, por otros miembros de las Primeras Naciones. La música folclórica inuit se ha basado durante mucho tiempo principalmente en la percusión, utilizada en la música de baile, así como en las voces, incluida la famosa tradición del canto gutural inuit.
La temprana inmigración europea trajo nuevos estilos e instrumentos a Nunavut, como la música country, el bluegrass, el baile cuadrado, el acordeón de botones y el violín.
La danza con tambores ha sido durante mucho tiempo una parte importante de la vida de los inuit en Nunavut, y se utilizaba para marcar todas las ocasiones importantes de la vida: un nacimiento, el cambio de estaciones, una caza exitosa o un matrimonio. En una danza tradicional, un grupo de mujeres se sentaba en círculo y cantaba mientras los hombres bailaban uno por uno. Si ningún hombre se ofrecía voluntario para bailar, una mujer elegía una canción personal de uno de los hombres del público, y este se veía obligado a bailar. Estos bailes duraban toda la noche, salvo por algunas pausas para tomar el té. Al final de la noche, las mujeres y los niños comenzaban a participar en los tambores. Este baile rara vez se realiza en la era moderna, y casi siempre se hace como atracción para los turistas.
Las canciones tradicionales inuit de Nunavut incluían canciones satíricas, obscenas, humorísticas, románticas y burlonas, así como canciones de rivalidad, en las que los enemigos se insultaban mutuamente a través de las letras. La mayoría de los adultos tenían su propia canción personal, que podía ser de cualquier tipo. Las canciones personales podían regalarse a alguien que tuviera el mismo nombre o como muestra de agradecimiento por alguna ayuda prestada.
El canto gutural inuit lo interpretan dos mujeres situadas una frente a otra. Repiten diferentes sonidos a un ritmo rápido en forma de concurso para ver quién aguanta más tiempo.
Los músicos modernos de Nunavut suelen mezclar la música tradicional inuit con formas mainstream de música popular como el rock, el pop, el country o el góspel, aunque la música tradicional y otros estilos siguen gozando de cierta popularidad.
Entre los músicos más conocidos del territorio se encuentran Lucie Idlout, Itulu Itidlui, Simon Sigjariaq, Mary Atuat Thompson, William Tagoona, Charlie Panigoniak, Tanya Tagaq, Tudjaat, Kelly Fraser, The Jerry Cans, Riit, Northern Haze y Peter y Susan Aningmiuq. Susan Aglukark, una importante estrella discográfica en Canadá, se crio en Arviat, en Nunavut.
El concierto True North, que se celebra cada año, ha contribuido a aumentar la difusión de la música inuit.